# Dmitri Mendeléiev
Dmitri Ivànovitx Mendeléiev (rus: Дмитрий Иванович Менделеев, AFI / dmʲitrʲɪj ɪˈvanəvʲɪtɕ mʲɪndʲɪˈlʲejɪf / ( ? i  escolteu-ne la pronunciació en rus); 8 de febrer del 1834 Tobolsk, Imperi Rus - 2 de febrer del 1907, Sant Petersburg, Imperi Rus) fou un destacat químic rus, catedràtic de la Universitat Imperial de Sant Petersburg, famós per haver descobert la llei periòdica el 1869 amb la qual classificà els elements químics en la taula periòdica. Aquesta classificació li permeté preveure l'existència d'elements químics encara no descoberts, com ara el gal·li, el germani i l'escandi, predir-ne amb molta exactitud les propietats, així com detectar errors en els valors de propietats d'elements ja coneguts, com la massa atòmica o les valències, mal calculats.
Per altra banda, també fou el descobridor de la temperatura crítica (que ell anomenà temperatura absoluta d'ebullició) i formulà per primera vegada l'equació d'estat dels gasos ideals, {\displaystyle pV=nRT}, tot identificant la constant del gasos {\displaystyle R} com una constant universal i calculant-ne el valor de manera molt precisa. A més a més, tingué un paper destacat com a assessor del govern rus en relació amb la modernització de la major part dels sectors industrials del país, que havien quedat molt endarrerits respecte als països europeus i als Estats Units.
Fou guardonat amb el Premi Demídov (1862); la medalla Davy (1882); el Faraday Lectureship Prize (1889) i la medalla Copley (1905). Fou nomenat Doctor honoris causa per les universitats d'Edimburg, Göttingen, Oxford, Cambridge, Princeton, Glasgow i Yale. Tanmateix, i malgrat el seu prestigi internacional, mai fou admès com a membre de l'Acadèmia de Ciències de Sant Petersburg i la seva candidatura al Premi Nobel de Química fou rebutjada dues vegades (1905 i 1906).

## Biografia

### Infantesa a Sibèria

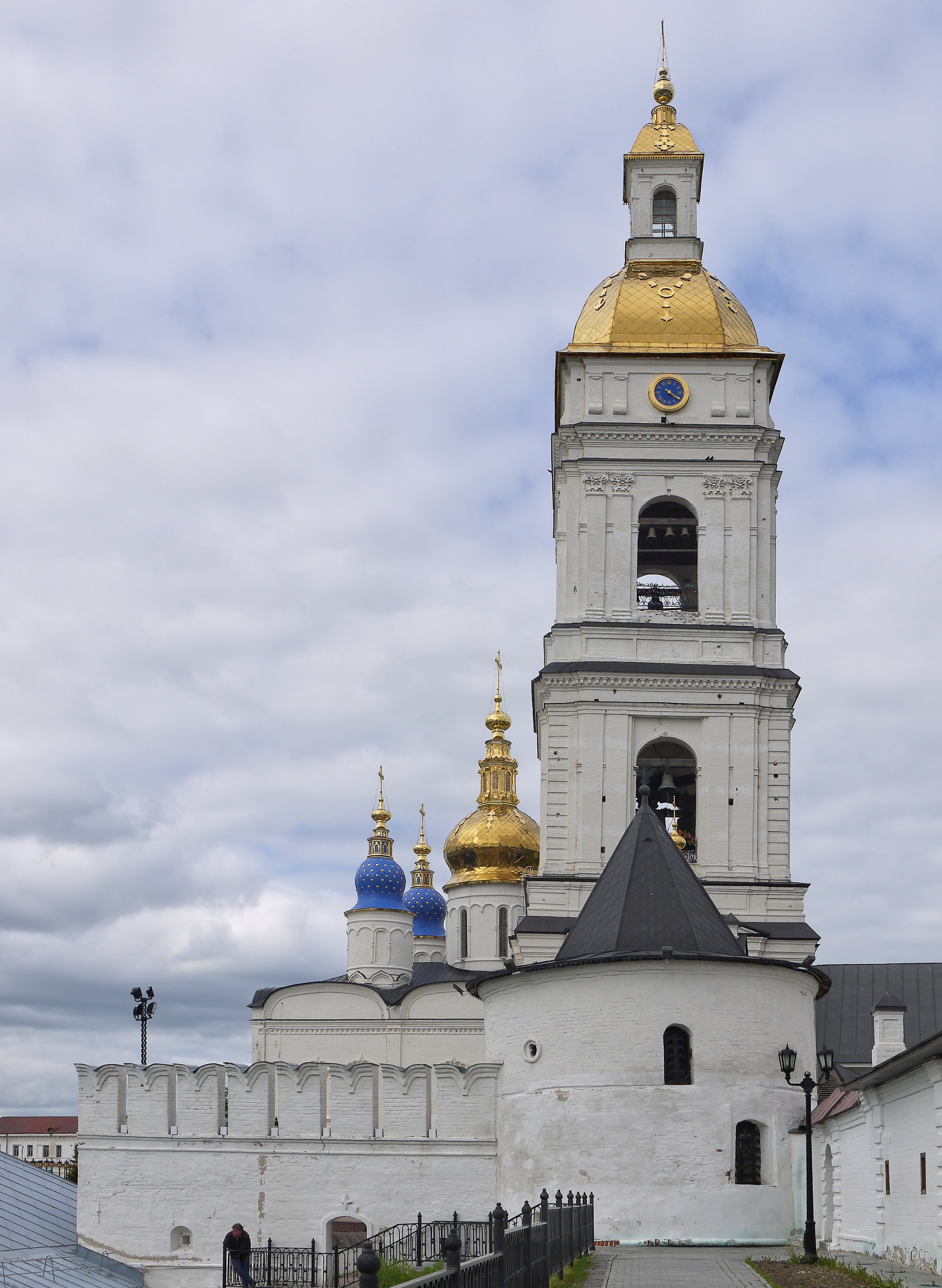
Torre Pavlínskaia del Kremlin de Tobolsk i torre del campanar de la catedral

Mendeléiev naixé el 8 de febrer de 1834 (27 de gener segons el calendari julià vigent a l'Imperi Rus en aquell moment) a la ciutat de Tobolsk, a l'actual óblast de Tiumén, i aleshores capital de Sibèria Occidental. El seu pare, Ivan Pàvlovitx Mendeléiev, era originari de l'óblast de Tver i es graduà al Seminari Ortodox de Tver el 1804 i a l'Institut Pedagògic de Sant Petersburg el 1807. Era fill de Pàvel Mikhailovitx Sokolov, un sacerdot ortodox. Ivan, com era costum entre els fills del clergat ortodox que no es quedaven a la parròquia, rebé un llinatge diferent del del pare. L'anomenaren Mendeléiev, igual que un veí que comerciava amb cavalls i altres béns, degut a la seva afició a intercanviar pedretes d'un popular joc rus. Completats els seus estudis, fou destinat com a professor de rus a l'Institut de Tobolsk, on conegué Maria Dmítrievna Kornílieva, 10 anys més jove que ell, amb la qual es casà el 1809. Tingueren 17 fills, dels quals en el moment del naixement de Dmitri (el més petit) només en vivien 14. Des del 1825 governava l'Imperi Rus el tsar Nicolau I (1796-1855), que transformà el règim aristocràtic en un despotisme burocràtic al servei de l'estat, la qual cosa congelà l'Imperi Rus durant el seu regnat (1825-1855).
El mateix any del naixement de Mendeléiev, el seu pare, que tenia 51 anys, quedà cec per cataractes i hagué de retirar-se. Com que la pensió era insuficient, la seva esposa anà a dirigir la fàbrica de vidre de la seva família a Aremziànskoie, a 32 quilòmetres de Tobolsk. Maria descendia d'una família acomodada que s'havia instal·lat a Tobolsk a principis del segle xviii i havia introduït a Sibèria les primeres manufactures de paper i vidre. L'avi de Mendeléiev fundà el 1787 el primer diari de Sibèria, Irtix. Mendeléiev començà a estudiar als 7 anys, era bon estudiant i destacà en matemàtiques, física, història i geografia, però tenia dificultats amb el llatí, el grec i la teologia. Durant aquests anys passà moltes hores a la fàbrica de vidre amb el químic Timofei, que li ensenyà els secrets de la manufactura del vidre i li inculcà la idea que «tot en el món és art». Rebé també la influència de Nikolai Vassílievitx Bassarguín (1799-1861), espòs des del 1847 de la seva germana gran Olga (1815-1866), que amb els seus amics acudia assíduament a visitar els Mendeléiev car tenien una casa confortable amb una rica biblioteca. Bassarguín el 1826 havia sigut condemnat a 20 anys de treballs forçats i desterrament a Sibèria per pertànyer al grup de militars de la revolta decabrista o desembrista. Havien descobert les idees il·lustrades d'Europa Occidental en la guerra contra Napoleó, i el 26 de desembre de 1825 protagonitzaren una insurrecció contra el tsar Nicolau I, amb la intenció de forçar tot un seguit de reformes per abolir la servitud que patien els mugics i aconseguir una constitució que garantís la llibertat d'expressió i d'opinió, que fou durament reprimida. El 1830 la seva condemna a treballs forçats fou reduïda a 10 anys, fins al 1836, però no la d'exili. De Bassarguín i els seus companys decabristes descobrí les idees liberals, aprengué ciències naturals i li quedà la idea que «tot en el món és ciència».
El pare de Mendeléiev morí de tuberculosi quan Dmitri tenia 13 anys i als 15 completà els seus estudis. Com que havia començat els estudis uns anys abans de l'edat obligatòria, per evitar els problemes administratius els seus mestres posaren que tenia 16 anys en el seu certificat el 12 de juliol de 1849.

### Els estudis a Sant Petersburg

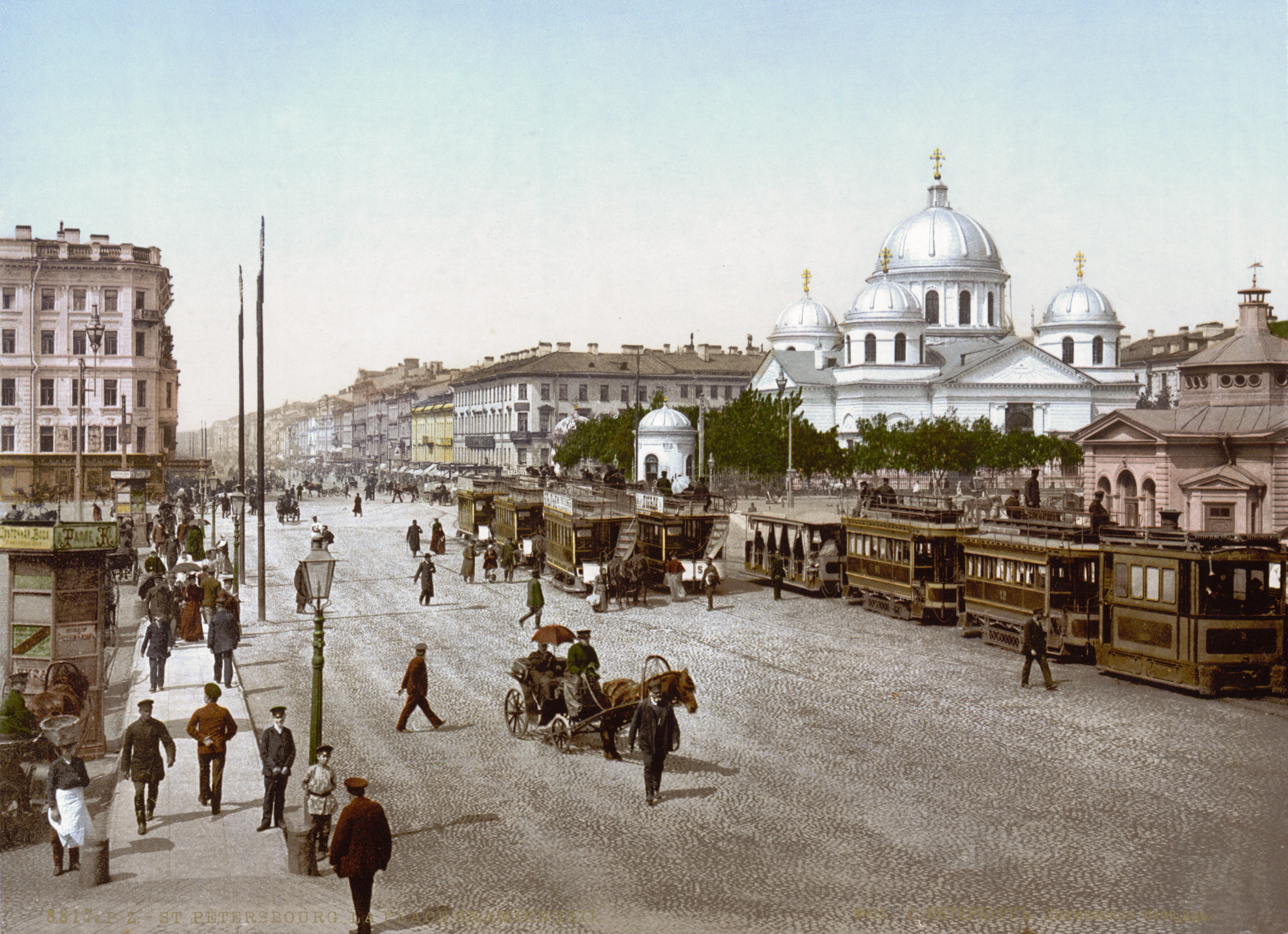
L'avinguda Nevski de Sant Petersburg a finals del

La seva mare havia estalviat doblers i decidí invertir-los en l'educació de Mendeléiev, en lloc de destinar-los a la reconstrucció de la fàbrica de vidre, que quedà destruïda per un incendi el 1848. Amb aquests estalvis i el suport econòmic del seu germà Vassili D. Korníliev, que gaudia d'una excel·lent posició, l'estiu del 1849 emprengué camí cap a Moscou, que havia deixat de ser capital de Rússia el 1703, amb els seus dos fills petits, Dmitri i Ielizaveta.
A Moscou, Mendeléiev no fou admès a la universitat car provenia del districte universitari de Kazan, per la qual cosa durant la primavera de 1850 es dirigiren cap a Sant Petersburg, capital de l'Imperi Rus a la costa de la mar Bàltica, on trobaren un clima d'agitació política. Gràcies a Piotr Pletniov, rector de la Universitat Imperial de Sant Petersburg i amic del pare de Mendeléiev, pogué fer els exàmens d'ingrés a l'Institut Pedagògic. Els superà de forma discreta (un 3,22 sobre 5) i fou admès al programa del departament de ciències fisicomatemàtiques amb una beca que l'obligava a impartir dos anys de classe en un institut per cada any de formació i hi ingressà el 9 d'agost. Els seus professors més destacats foren Mikhaïl V. Ostrogradski en matemàtiques, Aleksei N. Sàvitx en astronomia, Heinrich Lenz i Adolph T. Kupffer en física, Johann F. von Brandt en zoologia i Aleksandr Voskressenski en química.
El 20 de setembre la seva mare morí de tuberculosi i esgotament físic, així com el seu oncle Vassili D. Korníliev l'any 1851 i la seva germana el 1852 per les mateixes causes. Mendeléiev també hagué de ser hospitalitzat i els metges li diagnosticaren tuberculosi amb poques esperances de vida. El 1855, l'any de la coronació del tsar Alexandre II, es graduà, i fou guardonat amb una medalla d'or per haver obtingut les millors qualificacions del seu curs.
Mendeléiev establí amistat amb Feozva Nikítitxna Lesxova (1828-1905), sis anys més gran que ell, dins el cercle de siberians que l'havien ajudat quan es quedà sense mare. Feozva també era originària de Tobolsk, com Mendeléiev, i la seva mare, després de la mort del pare de Feozva, es casà amb el poeta i inspector d'educació Piotr Ierxov. La mare de Feozva morí poc temps després i Feozva fou acollida per la família de Vladímir Aleksàndrovitx Protopópov, que eren familiars. Poc temps després, es traslladaren a Sant Petersburg perquè Vladímir Protopópov, que era funcionari del Ministeri d'Hisenda, fou transferit al servei a la capital.

### Els anys a la península de Crimea

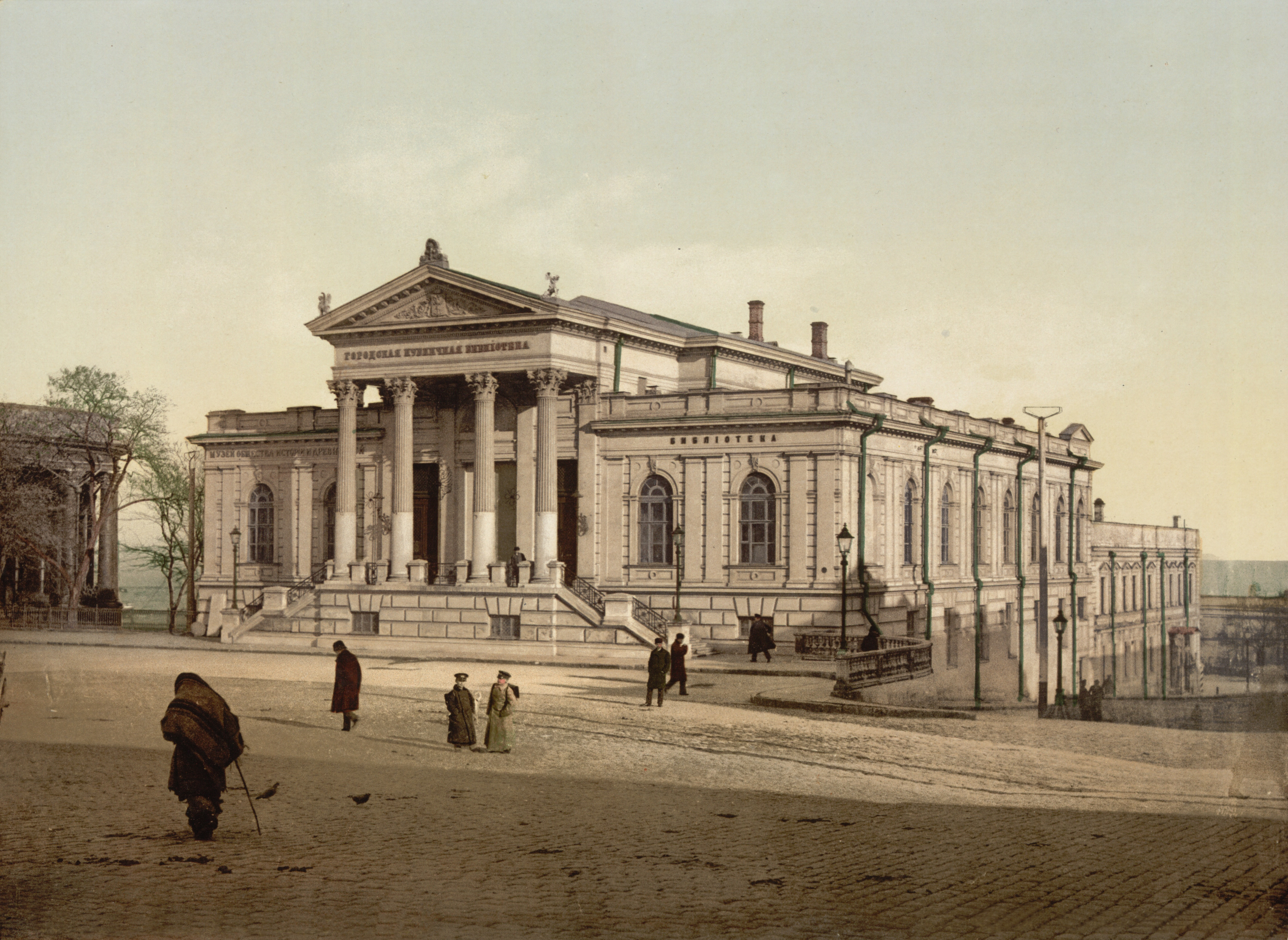
Biblioteca d'Odessa a finals del

Després de graduar-se s'agreujà la seva salut, per la qual cosa el seu metge li aconsellà que es traslladàs a la península de Crimea, a la costa septentrional de la mar Negra, amb un clima més adient, i on trobaria el destacat cirurgià Nikolai Ivànovitx Pirogov, que el tractaria. Sol·licità una plaça de professor a Odessa, però fou destinat a Simferòpol, on hi arribà el 25 d'agost de 1855. Trobà l'institut tancat a causa de la Guerra de Crimea quan els aliats tenien la ciutat portuària veïna de Sebastòpol assetjada. Tanmateix aconseguí ser visitat per Pirogov, que dirigia els serveis mèdics de les tropes russes, el qual li diagnosticà no una tuberculosi, sinó una petita lesió cardíaca sense importància.
Dos mesos més tard, de Simferòpol es traslladà a Odessa, on pogué impartir classes de matemàtiques, física i ciències naturals al seu institut, l'antic Institut Richelieu dels Jesuïtes, que tenia una excel·lent biblioteca. Durant sis mesos preparà la seva tesi de professor en ciències, Sobre els volums específics, un important treball teòric que tingué importància en la definició de la massa atòmica relativa i la molècula.

### Ampliació d'estudis a l'estranger

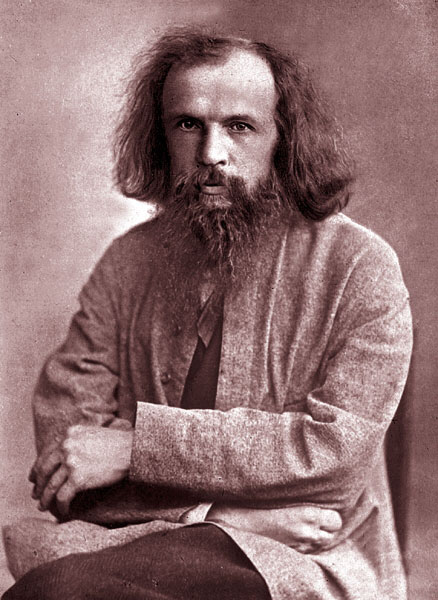
Fotografia de Mendeléiev de jove

Presentà la tesi el 9 de setembre de 1856 i aconseguí un excel·lent informe del tribunal de la Universitat Imperial de Sant Petersburg. L'octubre presentà una nova tesi, Sobre l'estructura de les combinacions silícies, que li permeté ser nomenat encarregat de curs de la càtedra de química de la Universitat de Sant Petersburg. El gener de 1857 impartia classes de química orgànica però, com que els seus ingressos li eren insuficients, acceptà un lloc de professor de química a l'Institut Pedagògic i impartí, també, classes particulars.
La Universitat de Sant Petersburg li concedí a finals del 1858 una beca d'ampliació d'estudis de 22 mesos a l'estranger. Al principi realitzà un viatge d'un parell de mesos per triar el lloc. A París, conegué Marcellin Berthelot, Charles A. Würtz i Jean-Baptiste Dumas, i més tard a Múnic conversà amb Justus von Liebig. Finalment, Mendeléiev decidí quedar-se a la Universitat de Heidelberg, on treballaven Gustav R. Kirchhoff i Robert W. Bunsen, i on hi havia una nombrosa comunitat d'alumnes russos. Quan hi arribà, Kirchhoff i Bunsen havien començat l'anàlisi espectral dels elements químics, tema que no era de l'interès de Mendeléiev. Per això, i com que el lloc al laboratori que Bunsen li assignà no fou del seu interès per la brutor, el poc espai i la manca de bons instruments, decidí muntar un laboratori a la seva residència. Encarregà quasi tots els aparells al constructor Jules Salleron de París, i d'altres a Bonn, i començà a estudiar la capil·laritat i la tensió superficial.
A Heidelberg, es relacionà amb el químic i compositor Aleksandr Borodín, el fisiòleg Ivan M. Sétxenov, el químic Nikolai Bekétov i d'altres. Aprofità per viatjar amb ells per Itàlia, Suïssa i França. A París, molt probablement visità els laboratoris d'Henri V. Regnault i Charles A. Würtz.
Entre el 3 i el 6 de setembre de 1860 assistí, juntament amb Aleksandr Borodín, Nikolai Zinin, Valeri Sàvitx i Leon Xíxkov, al 1r congrés internacional de químics, a la ciutat alemanya de Karlsruhe, en representació de Rússia, on quedà impressionat per la claredat de l'exposició del químic italià Stanislao Cannizzaro sobre la definició de la molècula seguint les idees d'Amedeo Avogadro, Charles F. Gerhardt i Auguste Laurent. També remarcà la necessitat de calcular amb més precisió les masses atòmiques dels metalls, explicant el mètode que ell emprava.

### Retorn definitiu a Sant Petersburg

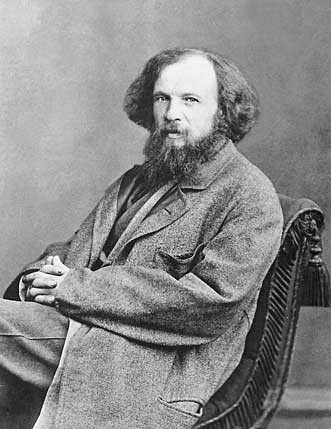
Retrat de Dmitri Mendeléiev als 27 anys, per Serguei L. Levitski (1819-1898)

El febrer de 1861 retornà a la Universitat Imperial de Sant Petersburg. Realitzà un resum del Congrés de Karlsruhe, la traducció de l'alemany del llibre de Johannes Rudolf von Wagner Handbuch der chemischen Technologie, i la redacció del seu llibre Química orgànica, de 481 pàgines, en només tres mesos, la primera obra d'aquesta matèria a Rússia, basada en les propostes de Charles F. Gerhardt. Aquesta obra fou guardonada el 1862 amb el premi Demidov a proposta de Nikolai N. Zinin, i traduïda a l'alemany per recomanació de Friedrich Konrad Beilstein. L'important premi en metàl·lic que l'acompanyava li permeté pagar els deutes acumulats.
Mendeléiev era un home alt, de front aclarit, un poc corbat, ulls cels, amb barba i cabellera rossa i veu de baríton. Era afeccionat a fer bromes, li agradava jugar als escacs i llegir poesia i novel·les d'aventures (Lord Byron, Aleksandr Puixkin, Jules Verne, Alexandre Dumas…). Adorava la pintura però no anava quasi mai al teatre ni a l'òpera.
El 22 d'abril de 1862, als 28 anys, es casà amb la seva amiga Feozva Nikítitxna Lesxova. Fou un casament per conveniència degut a la pressió realitzada sobre Mendeléiev per la seva germana gran Olga, que sempre exercí gran influència sobre ell i que havia retornat a la Rússia europea de Sibèria el 1857 quan acabà l'exili del seu marit Nikolai Bassarguín. La cerimònia es realitzà a l'església del Col·legi d'Enginyeria Nikolàiev, a Sant Petersburg. Tingueren tres fills: Maria el 1863, que morí abans de complir un any, Vladímir (1865-1898) i Olga (1868-1950).
Entre 1864 i finals de 1866 fou professor de química a l'Institut Pedagògic. En aquells anys viatjava a l'estranger tres o quatre mesos a l'any per assistir a reunions científiques i escrivia articles sobre tecnologia química, com ara la relacionada amb la producció d'etanol. El 1865, als 31 anys, presentà la seva tesi doctoral titulada Consideracions sobre la combinació de l'alcohol i l'aigua, i fou nomenat professor de química tècnica de la Universitat de Sant Petersburg. Dos anys després ocupà la càtedra de química mineral, que ell reanomenà de química general, i fou el successor d'Aleksandr Voskressenski. Entre els seus estudiants era considerat un dels homes més liberals, i ells el tenien per un company. Quan hi havia conflictes entre els estudiants i l'administració, Mendeléiev sempre es posava de part dels estudiants i aconseguí resoldre molts dels problemes plantejats. Com a professor també era admirat, explicava amb passió, i les seves classes sempre eren plenes d'alumnes.

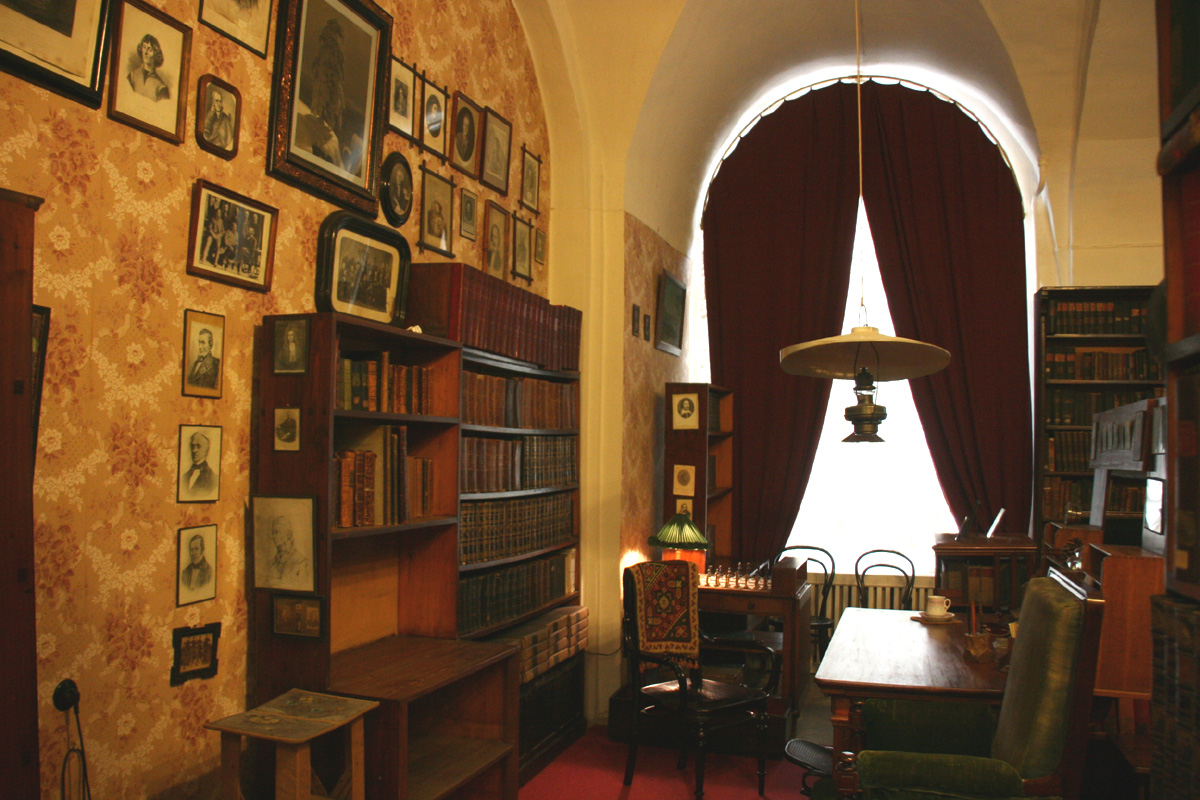
Despatx i biblioteca de Mendeléiev a la seva residència de Sant Petersburg on hi residí entre 1866 i 1890. Des del 1911 és el Museu Mendeléiev.

El 1865 comprà, juntament amb antics companys d'estudis, una finca de 60 hectàrees a Boblovo, prop de Moscou, gràcies a l'alliberament dels serfs el 1861 que provocà la ruïna de molt terratinents i l'abandonament de terres que baixaren de valor. Mendeléiev dugué a terme un projecte innovador pel que feia al cultiu, introduint-hi mètodes científics, i pel que feia a les condicions laborals dels seus treballadors, molt més humanitzades que les dels antics terratinents. Aquest projecte assolí en poc temps els seus objectius i fou exemple d'explotació productiva.

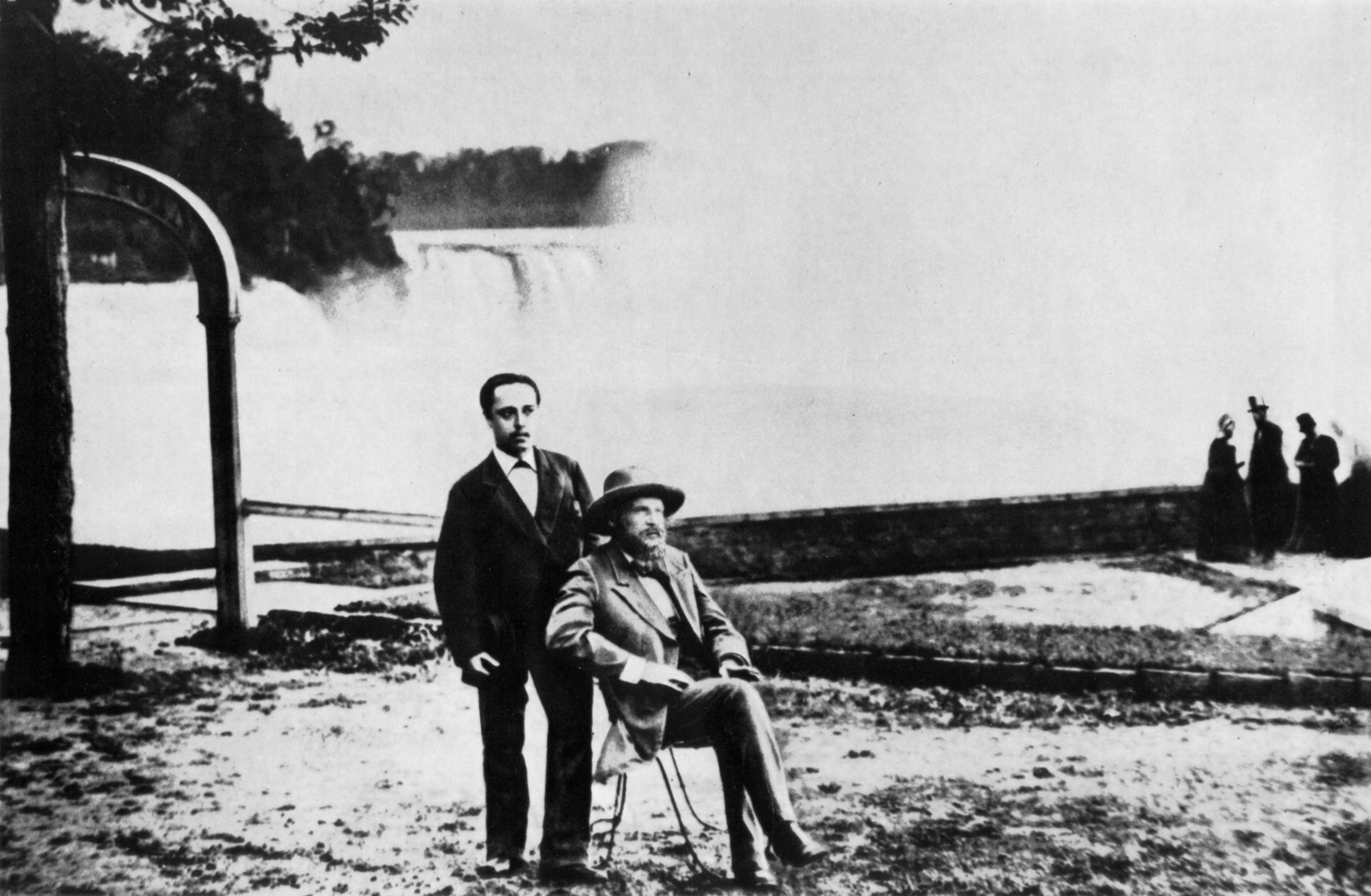
Mendeléiev amb el seu ajudant V.A. Guemilian a les cascades del Niàgara el 1876

El 1867 visità els camps de petroli de Bakú, enviat pel govern rus com a assessor científic, i també a París per organitzar el pavelló de Rússia a l'Exposició Universal de 1867. En aquest viatge visità fàbriques franceses, belgues i alemanyes, on observà els processos Leblanc i Solvay per a l'obtenció de carbonat de sodi. En arribar a Rússia aconsellà la utilització d'aquests processos, però no es construí la primera fàbrica fins al 1888, a causa de les reticències del govern a eliminar els imposts que gravaven la sal. El mateix any 1867 inicià la redacció de la seva gran obra, Principis de Química, que es publicà en fascicles entre 1868 i 1869 la primera part, i entre 1870 i 1871 la segona. En un fascicle del 1869 apareix la seva llei periòdica. El 1868 fou un dels fundadors de la Societat Russa de Química, que facilità la comunicació amb els científics europeus i nord-americans.

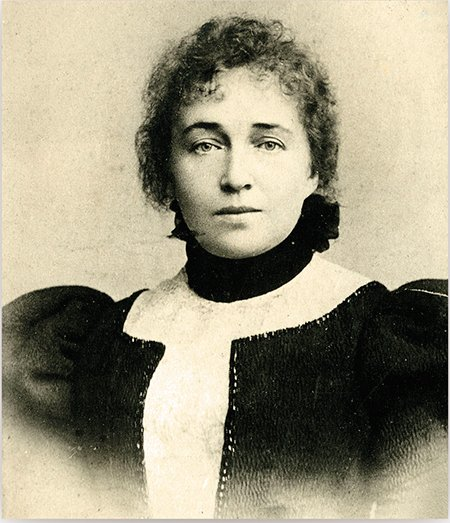
Anna Ivànovna Popova

Després de 1871, els interessos de Mendeléiev es dirigiren també a temes humanitaris. El primer fou el problema de l'educació superior. El 1871 contribuí a la fundació dels primers cursos per a dones i començà a impartir-hi conferències. La segona àrea del seu interès foren les belles arts. Durant el període 1871-1873 inicià un curs de conferències per a un grup de pintors realistes, crítics amb l'Acadèmia Imperial de les Arts, anomenats els Peredvíjniki o Itinerants (Ilià Repin, Nikolai Iaroixenko, Mikhaïl Vrúbel, Arkhip Kuïndji, Ivan Xixkin i altres) sobre la química dels pigments i els colors. S'incorporà també a un club de fotògrafs i es convertí en visitant freqüent de les galeries d'art, cercant sempre paral·lelismes entre l'art i la ciència. A més, organitzava reunions de científics i artistes tots els dimecres a casa seva. En aquells anys, Mendeléiev intentava passar poc temps amb la seva esposa, ja que tenien interessos oposats. Des del 1871 vivien pràcticament separats: un a la finca de Boblovo i l'altre a Sant Petersburg, alternant-se. Fou llavors quan conegué Anna Ivànovna Popova (1860-1942), de 16 anys, estudiant de belles arts, amiga de la seva neboda, la filla de la seva germana gran Olga. Cap al 1877 Mendeléiev volia separar-se de la seva dona, però aquesta no li acceptava el divorci. Foren uns temps que Mendeléiev passà de forma turmentada, caigué malalt i hagué de passar un hivern a Biarritz.
El 1876 viatjà, enviat pel govern, a l'Exposició Industrial de Filadèlfia, als EUA, durant dos mesos i mig, visitant els camps de petroli de Pennsilvània, on quedà impressionat pels avanços tecnològics. El 1880 visità novament els camps petrolífers del Caucas, on s'havien aplicat les mesures que havia proposat (l'eliminació dels imposts indirectes, l'ús de cisternes, vaixells cisterna i petits oleoductes), la qual cosa permeté passar de 40 pous explotats el 1876 a 350 el 1880.
Malgrat el seu creixent prestigi internacional, la seva candidatura com a membre de l'Acadèmia de Ciències de Sant Petersburg fou rebutjada quatre vegades des del 1874 fins al 1880, quan quedà vacant la càtedra de tecnologia química, degut a la mort de Nikolai Zinin, i que ocupà finalment Friedrich Konrad Beilstein. La majoria dels acadèmics no l'admeteren per diverses raons: formació germànica i no russa, idees liberals contràries al govern tsarista, excés de prestigi internacional i enveja. Tanmateix el 1876 fou nomenat membre corresponent (categoria inferior a la de membre) per la predicció de l'existència de nous elements químics. Després del rebuig del 1880 la indignació entre els químics russos fou tan gran que una vintena d'universitats i societats científiques russes li concediren títols honorífics, començant per la Universitat de Kíiv.

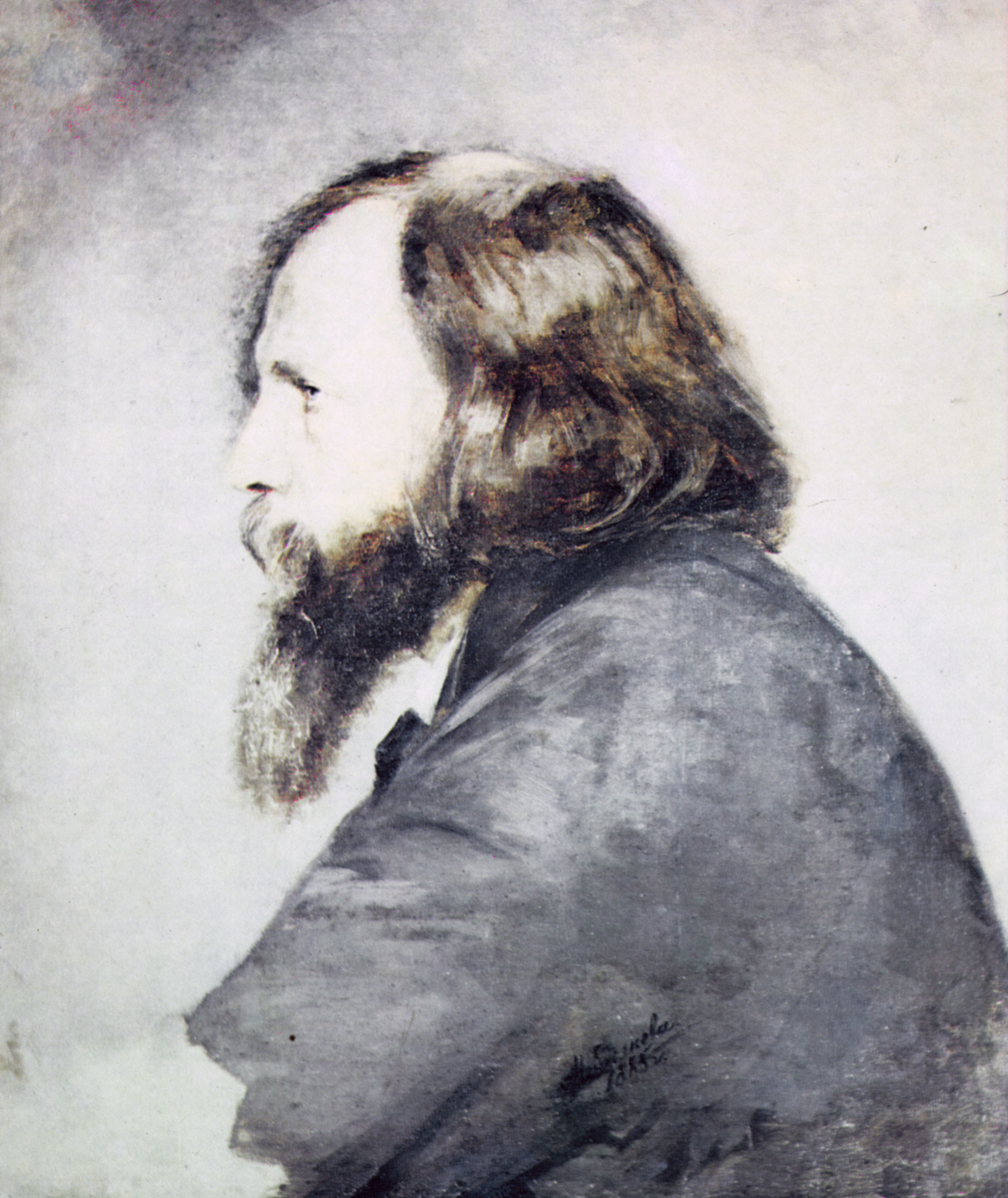
Oli del 1885 inacabat, obra de la seva muller Anna

El 1880, Anna partí cap a Roma per intentar tallar la relació i el 1881 Mendeléiev organitzà un viatge a Alger, per assistir a un congrés científic, però amb l'objectiu de suïcidar-se lluny de Rússia tot tirant-se per la borda del vaixell. Per sort confià el seu testament i unes cartes que no havia enviat a Anna al seu amic, el químic Nikolai Bekétov. En veure'l en aquell estat, Bekétov visità Feozva a Boblovo i aconseguí que acceptàs el divorci. Per sort, pogué donar la notícia a Mendeléiev abans que embarcàs cap a Alger, el qual decidí dirigir-se a Roma per trobar-se amb Anna. Ella acceptà casar-se i ell l'acompanyà en el viatge de fi de carrera passant per Nàpols, Capri, París, Sevilla, Madrid, Toledo i Biarritz. A principis del 1882, als 48 anys, es divorcià de Feozva i el 22 d'abril es casà amb Anna, de 22. Tingueren quatre fills: una filla anomenada Liubov (1881-1939), que seria una destacada artista (Liubov Bassarguina) i historiadora, i que es casaria amb el poeta Aleksandr Blok passant a anomenar-se Liubov Blok; Ivan (1883-1936) i dos bessons, Vassili (1886-1922) i Maria (1886-1952). Però fins i tot després del divorci, Mendeléiev era tècnicament bígam; a ulls de l'Església Ortodoxa Russa fou rebutjat, atès que requeria almenys set anys a partir del divorci per tornar a contraure un matrimoni legal.

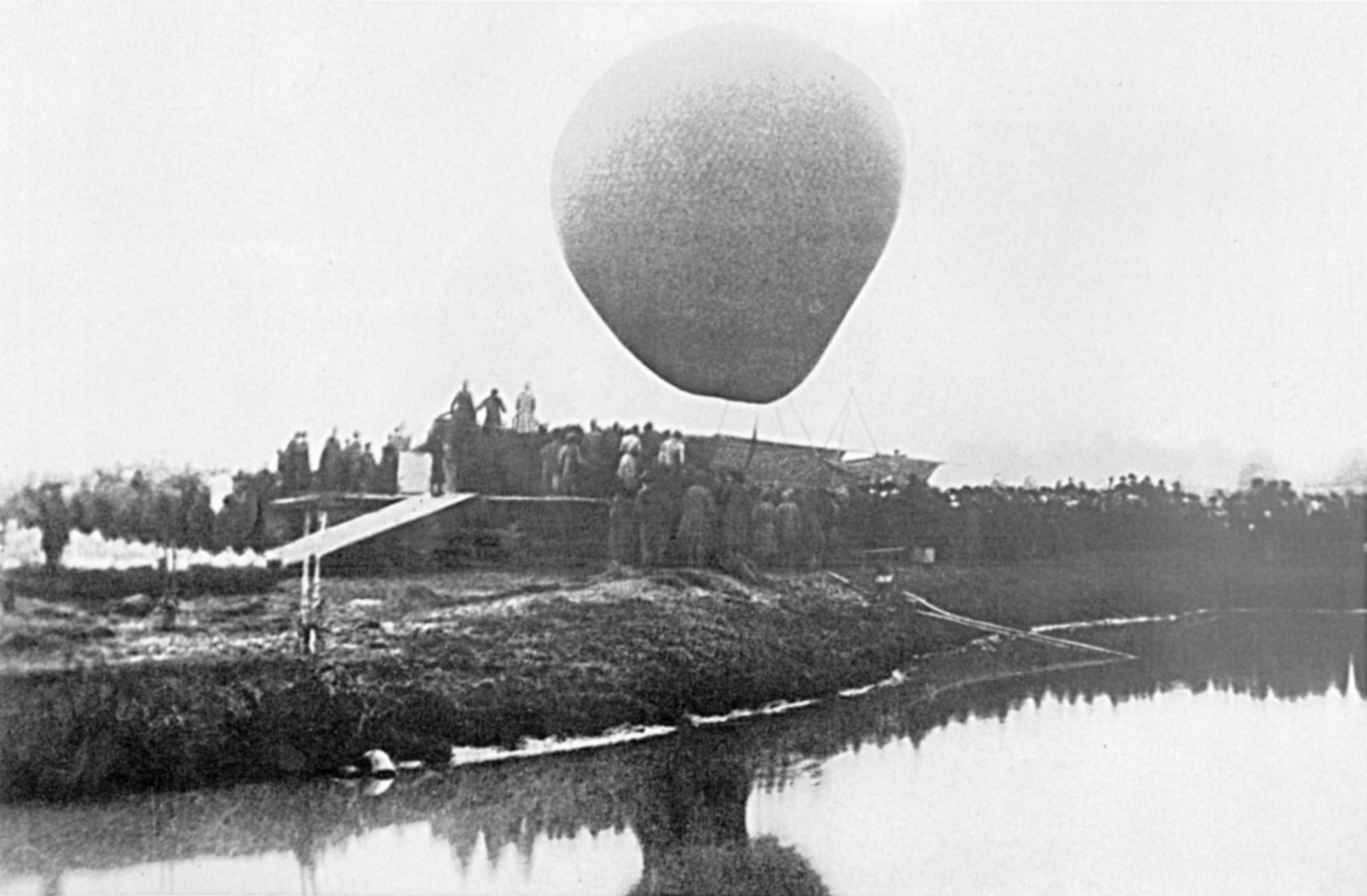
Enlairament del globus de Mendeléiev a Klin el 1887

El 1887, la Societat Tècnica Russa proposà a Mendeléiev l'observació de l'eclipsi total de Sol el 19 d'agost a la ciutat de Klin, prop de Moscou, enlairant-se en un globus aerostàtic. El responsable de controlar l'aparell havia de ser el tinent Aleksandr Matvéievitx Kovanko, però es comprovà que el globus no podia enlairar-se amb dues persones pel pes dels instruments científics i Mendeléiev s'enlairà sol. Quan intentava completar les observacions, perdé el control del globus, però aconseguí aterrar. El 1888 fou encarregat pel govern d'estudiar la producció de carbó a la conca hullera del Donbàs, situada entre el mar d'Azov i el riu Don, compartida actualment per Ucraïna i Rússia, amb l'objectiu de reduir la importació de carbó dʼAnglaterra.
El 1890 dimití de la seva càtedra a la Universitat Imperial de Sant Petersburg, en suport a les peticions dels estudiants desateses pel ministre d'Instrucció Pública Ivan Deliànov, que havia reduït l'autonomia universitaria, restringit l'accés de les dones a la universitat i dels nins no nobles als centres d'educació secundària, així com iniciat la russificació de les minories d'altres nacionalitats. Tanmateix, quedà poc temps sense feina, car el govern li encarregà la preparació de pólvora sense fum per als canons de gran calibre de l'armada. Viatjà a Anglaterra i França per conèixer les tècniques emprades en aquests països i amb sis col·laboradors aconseguí fabricar un nou tipus de pólvora, de millor qualitat que les existents, que anomenà pirocol·lodió, una varietat de nitrocel·lulosa a mig camí entre la piroxilina i el col·lodió. El 1891 publicà la Tarifa raonada, o Estudi del desenvolupament de la indústria russa amb la tarifa duanera de 1891, en la qual considerava que el desenvolupament industrial de Rússia havia d'estar lligat al desenvolupament científic i a l'exportació de productes industrials en lloc de matèries primeres, i a l'ús de més mà d'obra.

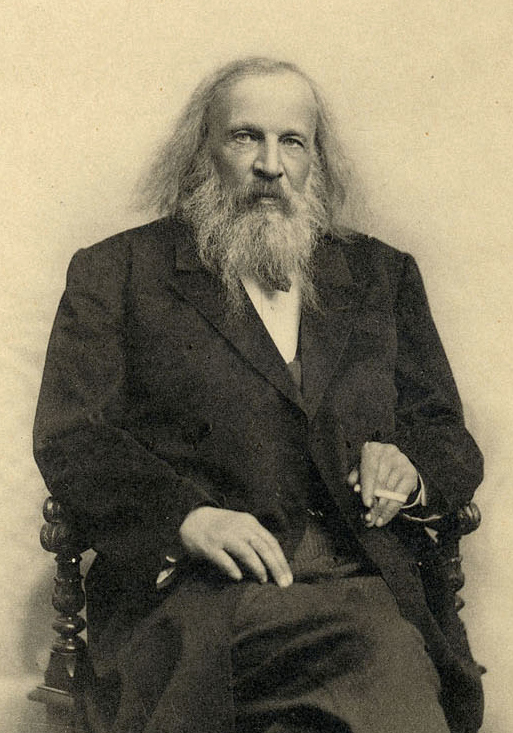
Mendeléiev cap el 1890, segons una fotografia apareguda al Brockhaus and Efron Encyclopedic Dictionary

### Darrers anys

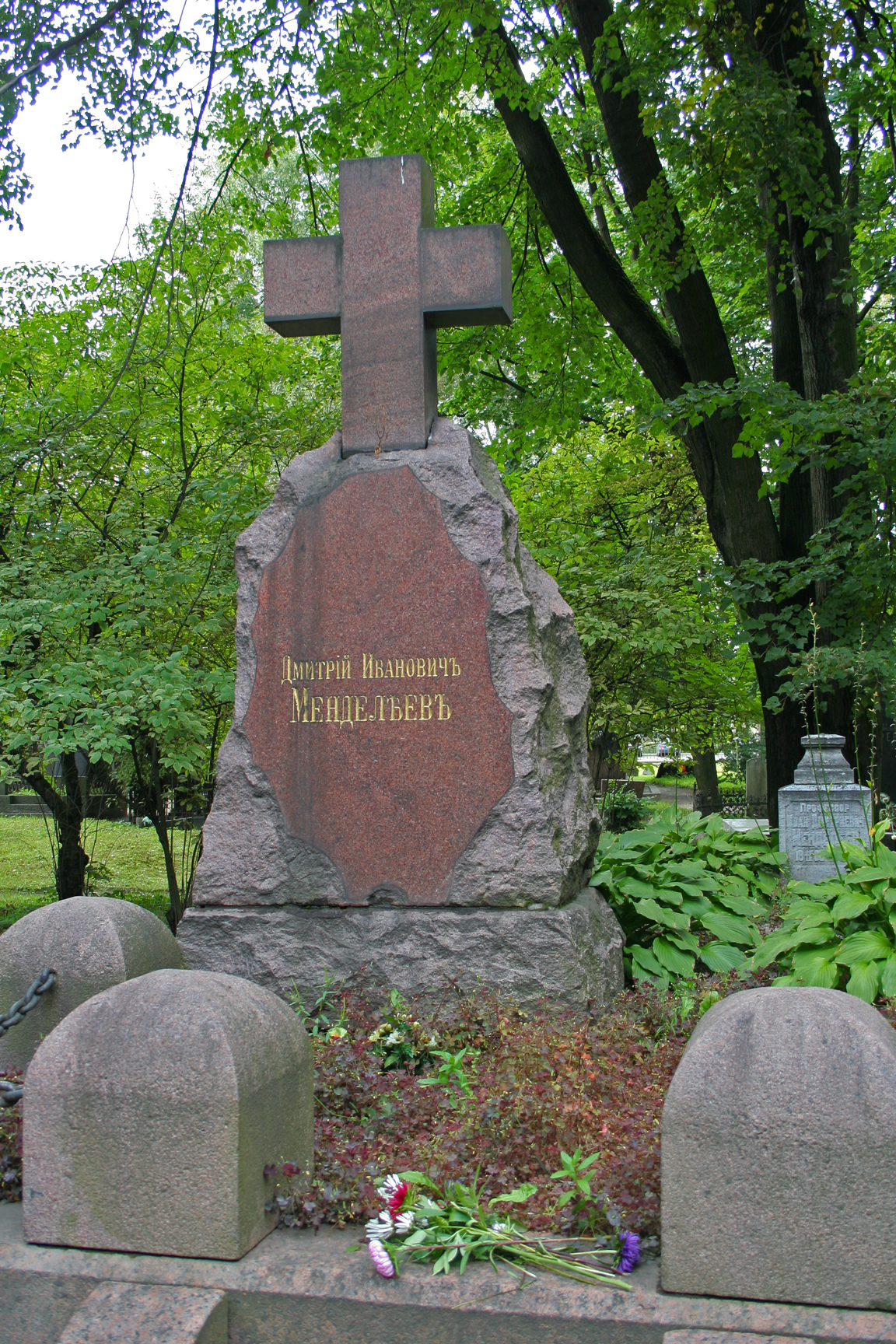
Tomba de Mendeléiev al cementeri Volkovskoe, Sant Petersburg

El 1892 el govern rus el nomenà conservador científic de l'Oficina de Pesos i Mesures russa, amb la idea que pogués descansar i compensar-lo per la dimissió de la seva càtedra. Però Mendeléiev, en lloc de relaxar-se, reorganitzà el vell organisme, se'n convertí en director i hi posà en marxa un intens programa de recerca, preparant-lo per a l'adopció del sistema mètric decimal, si bé no s'introduí fins al 1918.
Hi ha un mite molt estès que diu que fou en aquest lloc on s'encarregà d'establir unes noves normes estatals per a regular la producció de vodka, la concentració del qual havia de ser del 40% en volum d'etanol. Aquesta informació és incorrecta perquè l'estàndard de producció del vodka rus s'establí el 1843, quan Mendeléiev només tenia nou anys. Sí que és cert que Mendeléiev estudià les dissolucions aigua-etanol en la seva tesi doctoral, però sense esmentar el vodka.
En aquests anys viatjà a Dresden i Londres el 1894, on rebé els doctorats honoris causa de les universitats de Cambridge i Oxford; París, Londres, Berlín i Viena el 1895; i París i Suïssa el 1897.
El març del 1900 Mendeléiev visità a Londres el químic britànic William Ramsay, descobridor dels gasos nobles guiat per la taula periòdica. Els químics consideraven que calia afegir una altra columna a la taula periòdica per donar-los cabuda. El mateix any anà a Praga, on s'entrevistà amb el químic txec Bohuslav Brauner, professor de química inorgànica i química analítica a la Universitat de Praga. L'abril de 1902 visità París, on conegué de primera mà les investigacions sobre la radioactivitat en una trobada amb el seu descobridor el físic francès Henri Becquerel, acompanyat de Pierre Curie i Marie Curie. El 1903 es publicà la setena edició dels Principis de Química amb una taula periòdica que incloïa una columna per als gasos nobles. El descobriment dels elements anomenats lantànids s'inicià el 1803 amb el descobriment del ceri i anà augmentant a finals del segle xix. Era un conjunt d'elements difícils d'encaixar en la taula periòdica perquè tots tenien propietats molt semblants a l'itri i al lantani. Fou Brauner el que trobà una ubicació per a tots ells en la sèrie octava i en una caixa al peu de la taula periòdica.
Des del 1904, quan William Ramsay fou premiat amb el Premi Nobel de Química pel descobriment dels gasos nobles, la taula periòdica recobrà interès entre els químics. El 1905 Mendeléiev fou nominat al premi Nobel per Oscar Hertwig, Otto Pettersson i Jacobus van't Hoff, però el guanyà Adolf von Baeyer mentre que Mendeléiev quedà en segon lloc. El 1906 tornà a ser nominat per Oscar Hertwig, Robert Luther, Otto Pettersson i Jacobus van't Hoff, però guanyà el premi Henri Moissan per un sol vot i per pressions de Svante A. Arrhenius, que era contrari a la teoria de les dissolucions de Mendeléiev. El 1907 fou nominat un altre cop per Albert Ladenburg i per Adolf von Baeyer, però el 2 de febrer de 1907 morí de grip a Sant Petersburg, sis dies abans de fer 73 anys. En el seu funeral els seus alumnes encapçalaren la comitiva portant una gran taula periòdica.

## Obra

### Fisicoquímica de les dissolucions i dels gasos

#### La temperatura crítica
En les investigacions que realitzà al seu laboratori a Heidelberg descobrí la temperatura absoluta d'ebullició, que més tard rebria el nom de temperatura crítica, i que no depenia de la pressió. Amb això explicà el problema que hi havia amb certs gasos (hidrogen, nitrogen, oxigen, metà, monòxid de carboni, etc.) que no podien liquar-se malgrat que se'ls sotmetés a pressions molt elevades. Mendeléiev indicà que aquests experiments es realitzaven per sobre de les temperatures absolutes d'ebullició i que per liquar el gas calia, a més d'augmentar la pressió, disminuir també la temperatura. El 1861 publicà un article relacionat amb tot plegat en alemany i en francès, titulat Sobre la cohesió d'alguns líquids i sobre el paper de la cohesió molecular en les reaccions químiques dels cossos. La temperatura absoluta d'ebullició s'anomena actualment temperatura crítica, que fou el nom que li posà Thomas Andrews, que en feu un estudi més complet publicat el 1869 i que el mateix Mendeléiev observà que ell ja ho havia descobert.

#### L'equació d'estat dels gasos (equació de Clapeyron-Mendeléiev)

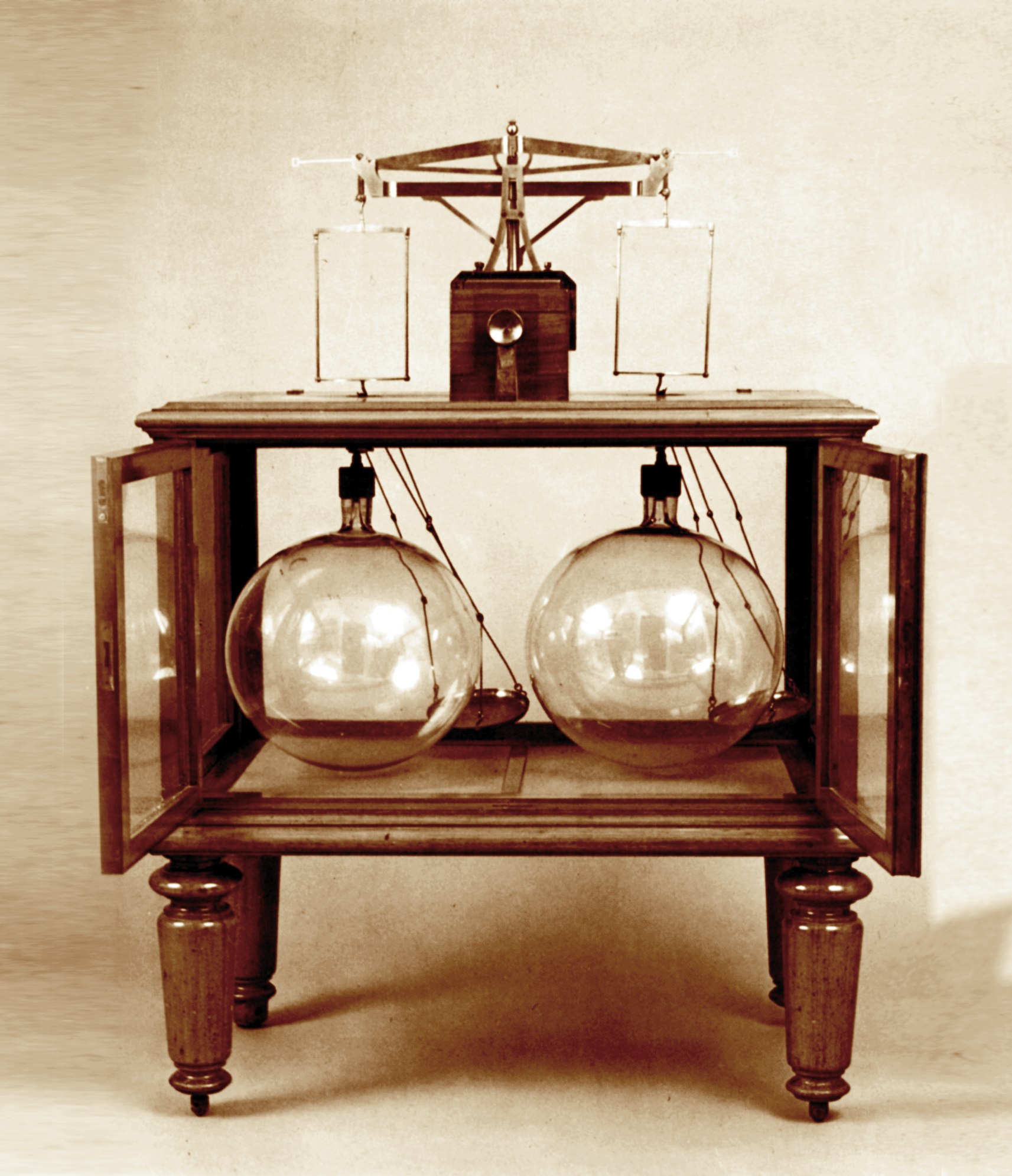
Balança de gasos dissenyada per Mendeléiev

El 1872, en els seus estudis teòrics, estudià la desviació de la llei de Boyle-Mariotte per a gasos reals a baixes pressions. El 1874, generalitzà l'equació de Clapeyron dels gasos ideals obtinguda el 1834 pel físic francès Benoît P.E. Clapeyron.
Clapeyron relacionà la pressió {\displaystyle p}, el volum {\displaystyle V} i la temperatura {\displaystyle T_{C}}, en graus centígrads, d'un gas a partir de les lleis de Boyle-Mariotte i de Charles i Gay-Lussac en l'equació {\displaystyle pV=R_{C}(267+T_{C})} on apareix la constant de proporcionalitat {\displaystyle R_{C}} que depèn de la massa del gas i del tipus de gas. El 1850, el físic alemany Rudolf Clausius, emprant les dades experimentals del físic francès Henri Victor Regnault, reavaluà la constant de valor 267 i li donà el valor 273. El 1864 substituí el parèntesi per la temperatura absoluta {\displaystyle T=273+T_{C}}, amb la qual cosa l'equació quedava així: {\displaystyle pV=R_{C}T}. El 1873, el químic alemany August F. Horstmann escriví per primer cop l'equació d'estat dels gasos per a un mol de substància ({\displaystyle u=V/n}), sense adonar-se que la nova constant era ara independent del tipus de gas: {\displaystyle pu=RT}
Mendeléiev, el 1874, aconseguí una equació més general independent del tipus de gas, vàlida per a qualsevol massa de gas, que en notació moderna és: {\displaystyle MpV=mRT}, on {\displaystyle M} és la massa molar del gas i {\displaystyle m} la massa del gas. Habitualment s'escriu així: {\displaystyle pV=nRT}, on {\displaystyle n=m/M} és el nombre de mols del gas. Aquesta equació es coneix com l'equació d'estat del gas ideal entre els autors dels països occidentals i com l'equació de Clapeyron-Mendeléiev entre els russos i els estats de l'antiga Unió Soviètica.
Determinà el valor de la constant {\displaystyle R} amb diversos gasos i observà que les diferències eren inferiors al 0,5 %. El 1876 publicà aquesta equació i la determinació de la constant {\displaystyle R} en una memòria de l'Académie des Sciences de París i el 1877 a la revista britànica Nature, on indicà, ja que {\displaystyle R} era una constant universal, ara coneguda com a constant universal dels gasos, i li donà a partir de les seves experiències el valor R = 8,294 82 J/mol·K, només un 0,24 % inferior al valor acceptat en l'actualitat, R = 8,314 46 J/mol·K.

#### La teoria de les dissolucions

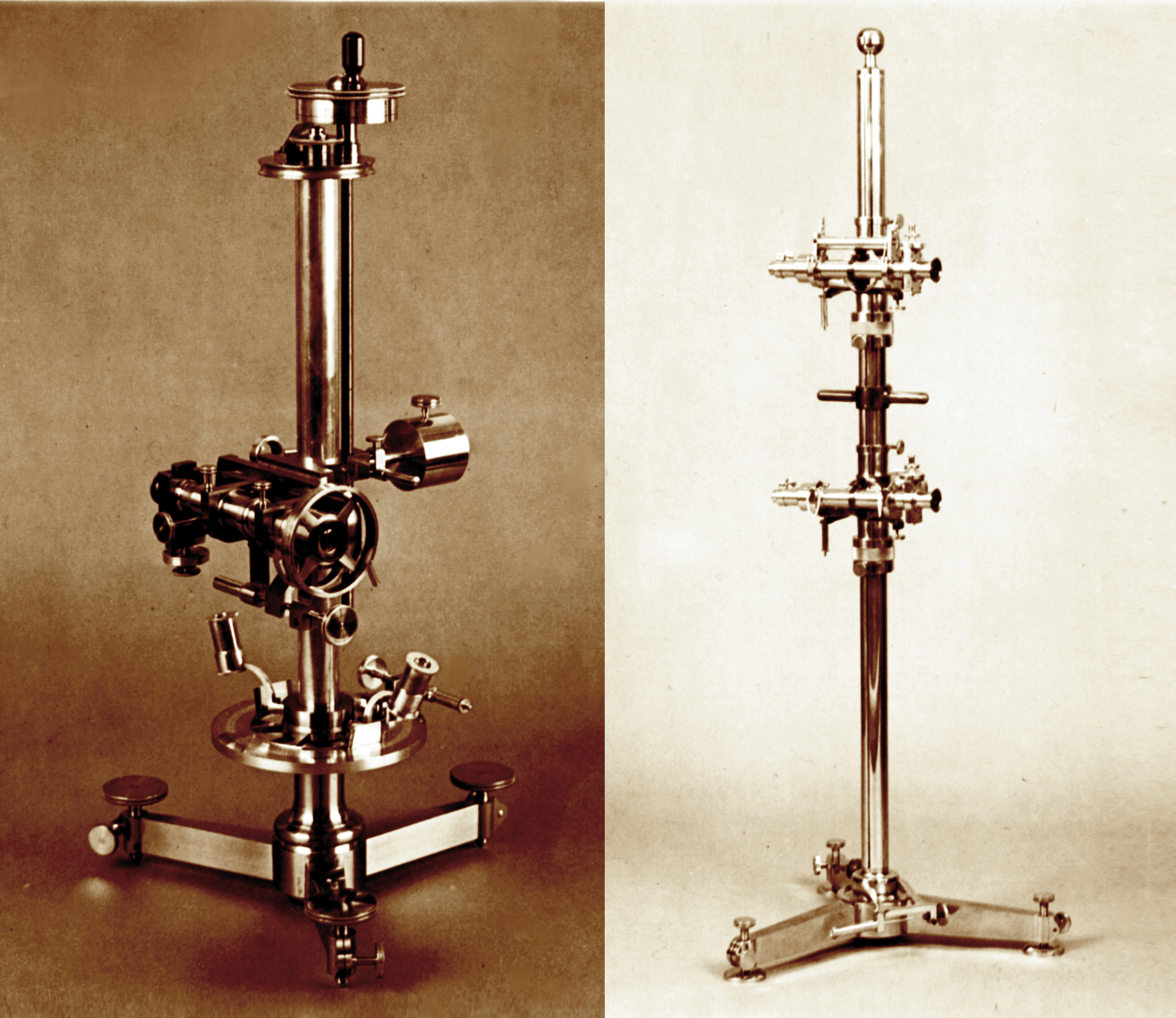
Aparells científics dissenyats per Mendeléiev i construïts per Jules Salleron (catetòmetre i comparador)

A la seva tesi doctoral, titulada Consideracions sobre la combinació de l'alcohol i l'aigua, defensà que en les dissolucions d'etanol i aigua es formen nous composts químics, com els composts etanol:aigua en les proporcions 1:3, 3:1, i fins i tot 1:12. Això indica que, en aquest cas, no es tracta d'un procés físic, sinó d'una vertadera reacció química.
El 1884 reinicià els estudis de les dissolucions. El seu objectiu era descobrir el fenomen pel qual es produeixen, de l'atracció entre molècules d'un mateix compost i entre molècules de diferents composts, les forces intermoleculars. El 1887 publicà l'Estudi de les dissolucions aquoses segons el pes específic, on proposa la teoria hidratada de les dissolucions. Establí que les dissolucions no són simples mescles sinó que contenen associacions de molècules hidratades en un estat d'equilibri dinàmic, que es dissocien de diferents maneres en funció del percentatge de concentració. Demostrà la formació de composts com H₂SO₄·H₂O, H₂SO₄·150H₂O, C₂H₅OH·3H₂O, etc. La seva teoria trobà alguns seguidors, però el químic suec Svante A. Arrhenius i la seva escola, els desenvolupadors de la teoria física de les solucions, la criticaren. Dècades més tard, ambdues teories es consideraren com a complementàries.

### La llei periòdica

#### Antecedents

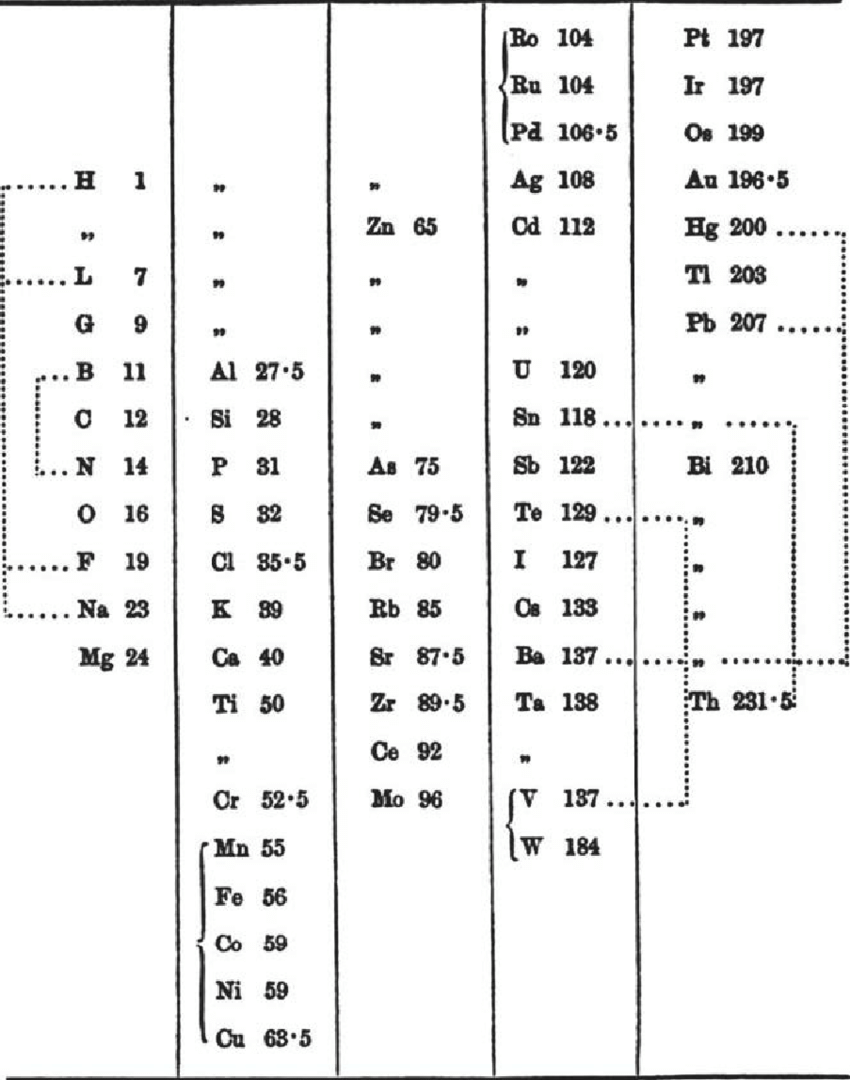
Taula de William Odling (1864)

John Dalton el 1808 va descriure la teoria atòmica que diu que tota la matèria està formada per àtoms, que són els components més petits de la matèria que no es poden descompondre sense perdre les propietats químiques i físiques bàsiques d’aquesta matèria, i el 1829, l'alemany Johann Wolfgang Döbereiner descobrí que hi havia diversos grups de tres elements químics (tríades) en què la massa atòmica d'un d'ells era la mitjana aritmètica dels altres dos.
El 1862, el geòleg francès Alexander Emile Beguyer de Chancourtois publicà un sistema periòdic tridimensional que consistia en els elements ordenats segons les masses atòmiques creixents en una línia helicoïdal inscrita en un cilindre que feia una volta cada setze unitats de massa atòmica, que anomenà vis tellurique (caragol tel·lúric). Així, els elements semblants quedaven damunt d'una vertical. Malauradament, l'editor dels Comptes Rendus oblidà posar els gràfics i aquest sistema no tingué ressò.
El químic anglès John A.R. Newlands publicà una sèrie de documents, els anys 1864 i 1865, on descrivia un intent de classificar els elements. Si se'ls ordenava segons la massa atòmica creixent, hi havia propietats físiques i químiques similars que es repetien a intervals de vuit, que ell comparà amb les octaves de la música i que anomenà la llei de les octaves. Però per aquesta relació amb les notes musicals fou ridiculitzat pels seus contemporanis.
William Odling, químic anglès, publicà el 1864 una taula periòdica amb 57 elements ordenats segons l'ordre creixent de la massa atòmica, i molt semblant a la primera taula que publicà Mendeléiev cinc anys després. En aquesta taula també invertí les posicions del tel·luri i del iode per situar-los a la mateixa fila que els elements semblants, però tampoc tengué ressò entre els químics.
L'alemany Julius Lothar Meyer, que també havia assistit al congrés de Karslruhe, publicà una primera taula periòdica el 1862 amb només 28 elements. El 1864 publicà el llibre de text Die Modernen Theorien der Chemie, que incloïa la taula periòdica actualitzada amb 50 elements i el 1870, un any després de Mendeléiev, presentà una millora de la seva taula i amb un gràfic on representava el volum atòmic respecte de la massa atòmica que reflectia perfectament la variació periòdica. El 1895, després de la mort de Meyer, es tornà a publicar l'article incloent-hi el gràfic. La taula de Meyer sembla més coherent i més precisa que la de Mendeléiev, inclosa la col·locació correcta del mercuri i el cadmi, l'estany i el plom i el tal·li i el bor, cap dels quals Mendeléiev feu. Tanmateix Meyer no realitzà prediccions de nous elements ni amplià la seva recerca.

#### La taula periòdica de 1869

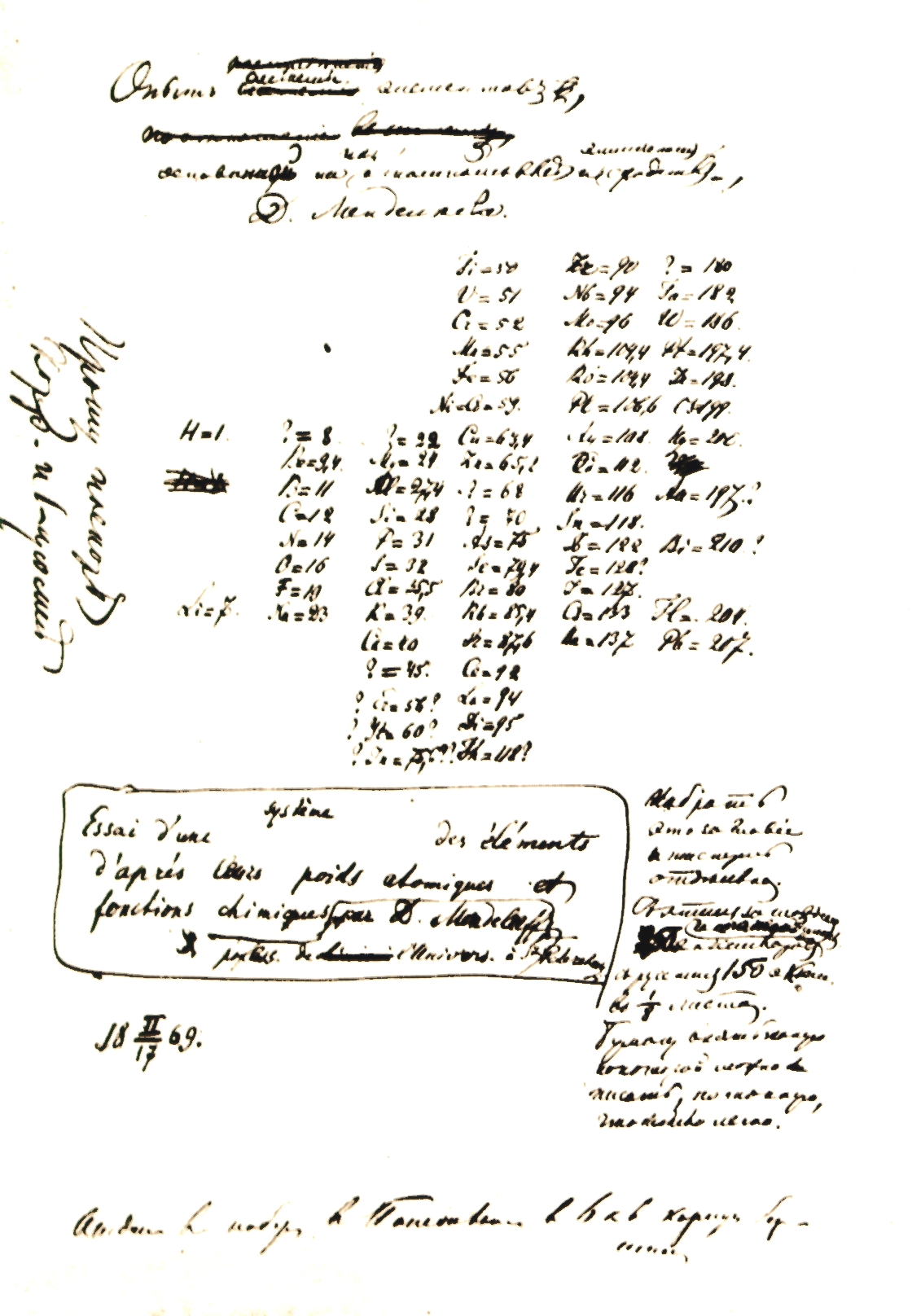
Esborrany en francès realitzat per Mendeléiev el 17 de febrer de 1869

Després d'esdevenir professor, Mendeléiev necessitava un llibre de text per a les seves classes, que anomenà Principis de química. Quan havia de descriure els elements químics, intentà cercar un ordre amb una lògica i descobrí la llei periòdica. Abans de la publicació, que fou entre 1868 i 1871, Mendeléiev escriví un breu resum de només una pàgina que duia per títol Assaig d'un sistema dels elements basat en les seves masses atòmiques i en les analogies químiques, que distribuí entre els químics russos a principis del 1869. El 6 de març de 1869, Mendeléiev en va fer una presentació formal davant la Societat Russa de Química, que duia per títol Sobre la correlació entre els elements i les seves masses atòmiques, on explicà la seva llei periòdica i que fou llegida pel químic Nikolai Menxutkin i publicada en rus en el primer número de la nova revista de la societat (Jurnal Rússkogo Fíziko-Khimitxéskogo Obsxestva). Amb l'objectiu de difondre-la entre els químics d'altres països, n'envià dos resums a les revistes alemanyes Journal für praktische Chemie i Zeitschrift für Chemie. En la seva taula:

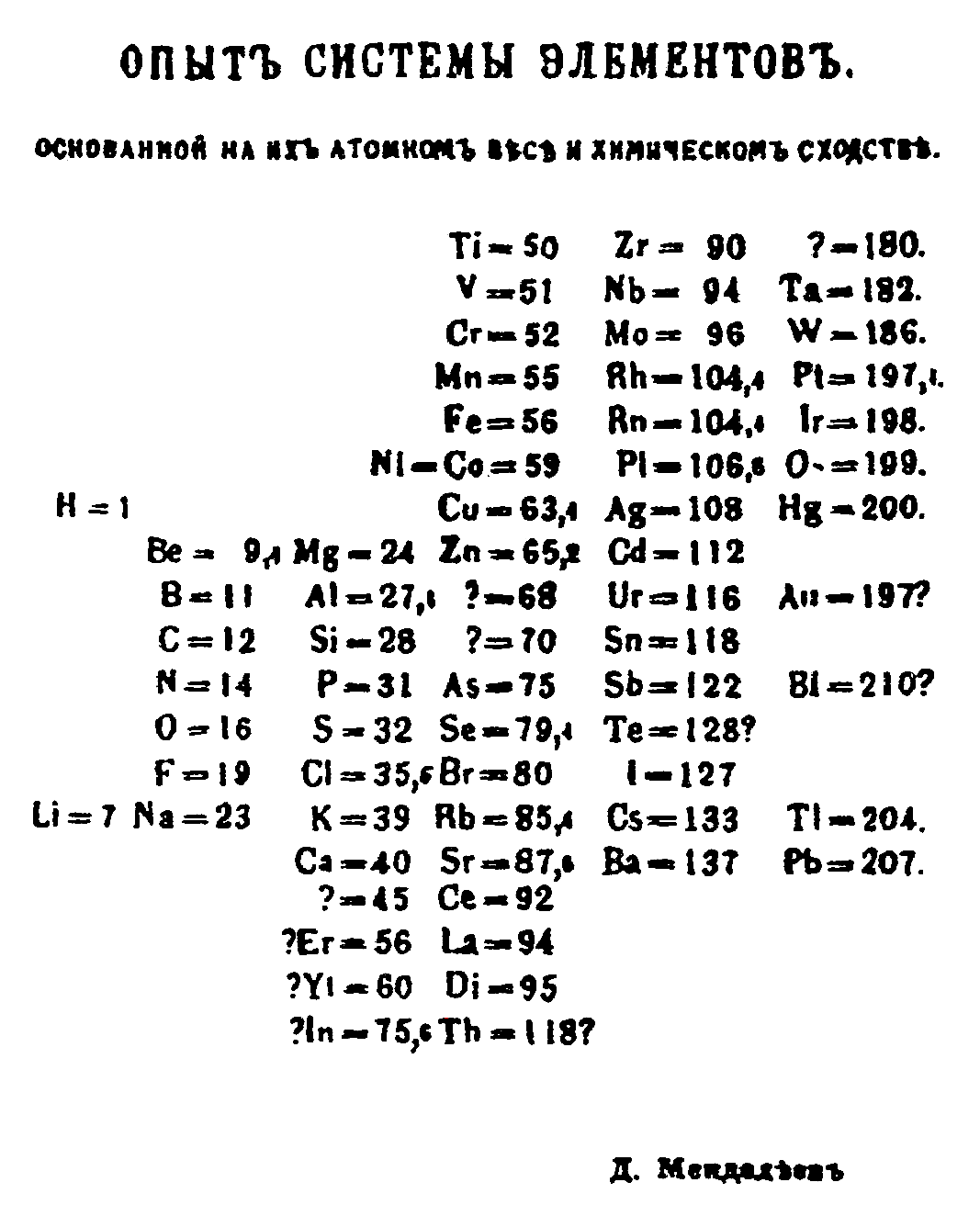
Primera versió de la taula periòdica publicada al primer volum del Jurnal Rússkogo Fíziko-Khimitxéskogo Obsxestva

1. Ordenà els elements segons les masses atòmiques creixents, iniciant noves columnes per fer coincidir elements amb propietats físiques i químiques semblants a les línies,[38] com ara els halògens F, Cl, Br i I, o els alcalins Li, Na, K, Rb i Cs. Per aconseguir-ho, hagué de posar un nombre diferent d'elements a cada fila.
2. Observà que hi havia elements amb propietats semblants que tenien masses atòmiques similars. Així, descobrí tres grups de tres elements (platí, iridi i osmi; rodi, ruteni i pal·ladi; ferro, cobalt i níquel), cadascun amb propietats semblants i masses atòmiques iguals o quasi iguals:
  1. Pt (197,4), Ir (198) i Os (199)[38]
  2. Rh i Ru (104,4) i Pl, ara Pd (106,6)
  3. Fe (56), Co i Ni (59)
3. Descobrí que hi havia altres grups d'elements de propietats semblants les masses atòmiques dels quals augmentaven amb regularitat. Per exemple, en els següents tres grups d'elements (potassi, rubidi i cesi; sofre, seleni i tel·luri; fòsfor, arsènic i antimoni), observà que la massa atòmica dels més pesats eren unes 46 unitats més grans que els immediatament inferiors:
  1. K (39), Rb (85,4 = 39 + 46,4), Cs (133 = 85,4 + 47)[38]
  2. S (32), Se (79,4 = 32 + 47,4), Te (128 = 79,4 + 48,6)
  3. P (31), As (75 = 31 + 44), Sb (122 = 75 + 47)
4. Observà que els elements quedaven ordenats segons la seva valència superior i que els elements d'una mateixa fila tenien la mateixa valència. Per exemple, els elements consecutius liti, beril·li, alumini, silici, fòsfor, sofre i clor tenien les valències més altes, que creixien amb una unitat: Li (I), Be (II), Al (III), Si (IV), P (V), S (VI), Cl (VII);[38] o les més baixes, que augmentaven fins al Si per després disminuir d'unitat en unitat: Na (I), Mg (II), Al (III), Si (IV), P (III), S (II), Cl (I).
5. S'adonà que els elements més abundants a la naturalesa eren els que tenien les masses atòmiques més baixes.[38] En el cos humà, els sis elements més abundants són: O (61 %), C (23 %), H (10 %), N (2,6 %), Ca (1,4 %) i P (1,1 %); als oceans: O (86 %), H (11 %), Cl (1,9 %), Na (1,1 %), Mg (0,13 %) i S (0,09 %); a l'escorça terrestre: O (46 %), Si (27 %), Al (8,0 %), Fe (6,0 %), Ca (5,0 %) i Na (2,5 %).
6. Indicà que les propietats dels elements venen determinades per la magnitud de la massa atòmica. Encara que el comportament químic dels elements semblants era similar, no era idèntic: hi havia diferències a causa de la divergència en la massa atòmica. Per exemple, el clor i el iode formaven compostos amb un àtom d'hidrogen: HCl i HI. Aquests eren similars i, per exemple, tots dos eren gasos corrosius i es dissolien fàcilment en aigua. Però es diferenciaven en el fet que l'HI tenia, per exemple, uns punts d'ebullició i de fusió més alts que l'HCl (típic dels compostos semblants amb més massa atòmica).[38]Segell commemoratiu soviètic del centenari de la taula periòdica (1969)

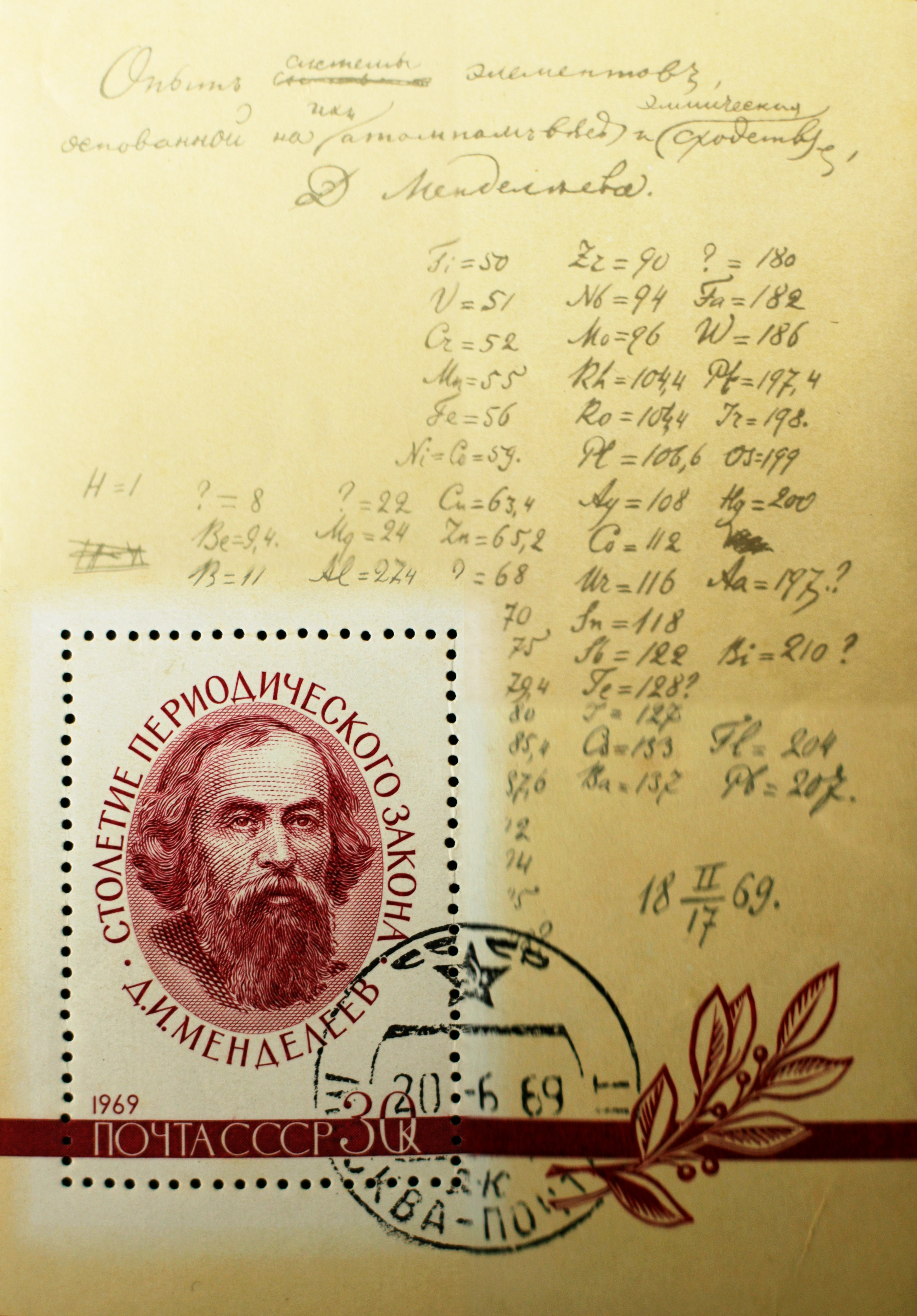
Segell commemoratiu soviètic del centenari de la taula periòdica (1969)

7. Observà que perquè tots els elements quedassin ordenats calia deixar alguns buits, fet que suposà que eren llocs corresponents a elements químics encara no descoberts i als quals assignà una massa atòmica i en predigué les masses atòmiques. Els elements predits foren: eka-alumini (68), eka-silici (70), eka-bor (45) i 180.[38] Mendeléiev utilitzà el prefix eka, que en sànscrit significa 'un', en el sentit que l'element es troba una posició per sota del que s'anomena.[39] L'elecció d'aquest prefix, i també dvi i tri ('dos' i 'tres' en sànscrit) posteriorment per altres cinc elements, és degut a l'admiració que tenia Mendeléiev vers la gramàtica de Pànini, un gramàtic indi del segle v aC, en la qual hi ha una organització dels sons semblant a la seva taula periòdica.[40]
8. Descobrí que hi havia masses atòmiques errades a causa de valències errònies. Per exemple, la massa atòmica del beril·li (Be) no podia ser 13,7, com es pensava, perquè hauria de ser un element semblant al nitrogen (N) i al fòsfor (P). Com que s'assemblava més al magnesi (Mg), la seva massa atòmica havia de ser 9,4 perquè el seu òxid seria BeO i no Be₂O3, com se suposava. Un altre exemple era la massa atòmica del tel·luri (Te), que havia de valer entre 123-126 i no pas 128, perquè les propietats indicaven que la seva massa atòmica havia de ser menor que la massa atòmica del iode (I).[38] En aquest cas no era un error perquè, com es demostrà posteriorment, l'ordenació no havia de ser segons l'ordre creixent de les masses atòmiques sinó del nombre atòmic {\displaystyle Z}, descobert el 1913 per Henry G. J. Moseley.[41]
9. Amb l'ordenació dels elements químics indicà que es podien deduir semblances entre elements que no s'havien descobert experimentalment. Com a exemple, posà el cas de l'urani (Ur, ara U), que havia de tenir semblances amb el bor (B) i l'alumini (Al). Tanmateix l'U estava mal situat, ja que la seva massa atòmica estava mal calculada.[38]

#### La taula periòdica de 1871

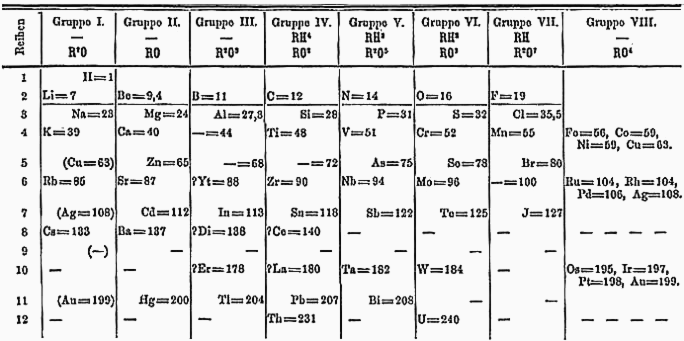
Taula periòdica de Mendeléiev del 1871

El 1871 publicà un article en rus amb una nova taula, article que traduí a l'alemany i fou publicat l'any següent. En aquesta nova taula posà els períodes en files i els grups en columnes que anomenà amb nombres romans de l'I al VIII. Encapçalà els grups amb la fórmula de l'òxid de més valència; i també amb la dels hidrurs a partir del grup IV. Dividí cada període (fila) en dos, de manera que quedassin dins del mateix grup elements que abans estaven separats però que fins feia pocs anys encara figuraven a la taula periòdica amb el mateix nom de grup. Per exemple, al grup I hi havia dos subgrups: liti (Li), potassi (K), rubidi (Rb) i cesi (Cs), per una part, i hidrogen (H), sodi (Na), coure (Cu), argent (Ag) i or (Au), per una altra. Passava igual amb tots els grups excepte el VIII.
Corregí moltes masses atòmiques que estaven mal calculades perquè els elements tenien assignades valències incorrectes. Així, l'indi (In) se suposava divalent (amb valència II) i amb massa atòmica 75,5, però no hi havia lloc per posar-lo entre l'arsènic (As) i el seleni (Se); i és un metall. Mendeléiev pensà que seria trivalent, amb la qual cosa la massa atòmica seria 113 (valor actual, 115), i quedaria en la columna de l'alumini (Al) i de l'eka-alumini. Un altre cas era el de l'urani (U), que s'assembla al crom (Cr), al molibdè (Mo) i al tungstè (W), per això no podia ser divalent sinó que havia de ser tetravalent i li corresponia una massa atòmica de 240 (el valor actual és de 238). Altres masses atòmiques que corregí seguint aquests raonaments foren: erbi (Er) 56 → 178 (incorrecte); lantani (La) 94 → 180 (incorrecte); tori (Th) 118 → 231 (actual 232); ceri (Ce) 92 → 140 (actual); itri (Y) 60 → 88 (actual 88,9).
Per altra banda, suposà que hi havia masses atòmiques que s'havien determinat erròniament per manca de precisió experimental, com la de l'osmi (Os), 199; la de l'iridi (Ir), 198; la del platí (Pt), 197,4; i la de l'or (Au), 197. Els ordenà de forma inversa segons les propietats de cadascun. Noves dades confirmaren la seva teoria: Os (190), Ir (192), Pt (195) i Au (197).
Dubtà de les posicions del coure (Cu), l'argent (Ag) i l'or (Au), que situà als grups I i VIII al mateix temps. El grup VIII estava format per subgrups de tres elements: Fe, Co i Ni; Ru, Rh i Pd; i Os, Ir i Pt.
Identificà el lantani (La) amb l'element desconegut de massa atòmica 180 (actualment el hafni, Hf), per la qual cosa el situà erròniament. Al seu lloc hi posà l'element Di (didimi), que posteriorment es descobrí que era una mescla de praseodimi (Pr), neodimi (Nd) i samari (Sm). Tanmateix, sí que deixà lloc per a situar-hi els lantànids o terres rares, que encara no s'havien descobert (Pr, Nd, Pm, Sm, Eu, Gd, Tb, Dy, Ho, Tm, Yb, Lu), però mal ubicats. També deixà cinc llocs per als elements transurànids no descoberts (Np, Pu, Am, Cm i Bk), amb massa atòmica superior a la de l'urani (U), i per a altres elements que es descobririen amb posterioritat: Tc, Re, Po, At, Fr, Ra, Ac i Pa, a més dels ja indicats a la taula periòdica del 1869: escandi (Sc), gal·li (Ga) i germani (Ge). En total deixà 31 llocs buits per a elements encara no descoberts el 1871.

#### Descobriment dels elements predits

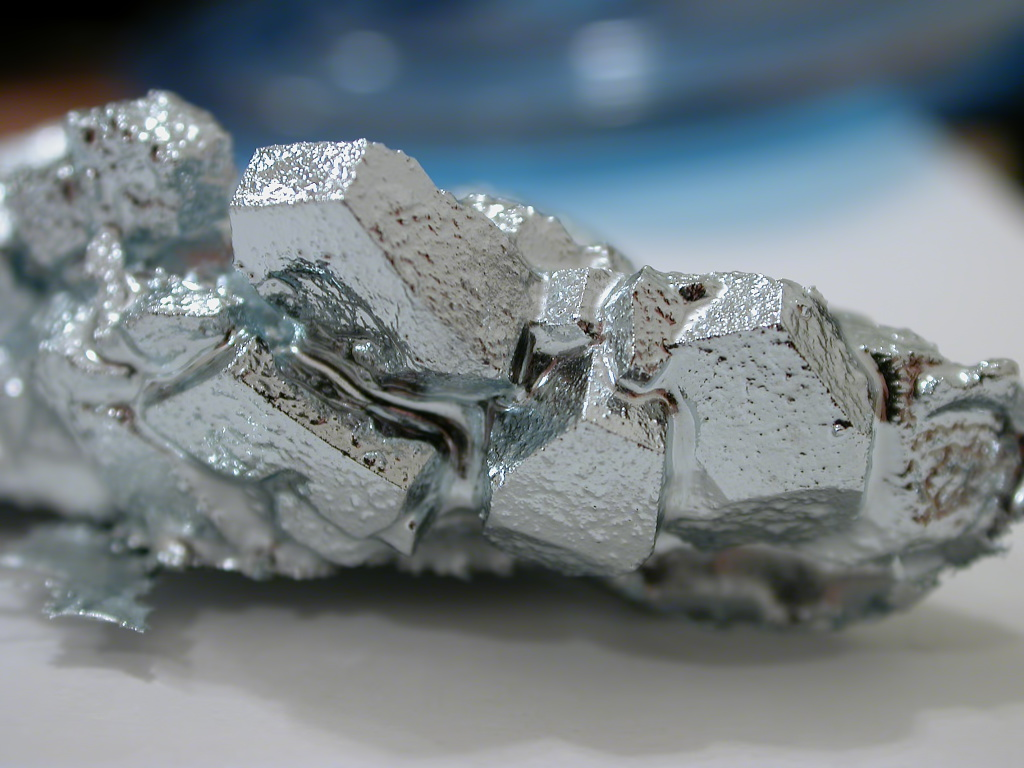
Cristalls de gal·li

El 30 d'agost del 1875, el químic francès Paul Émile Lecoq de Boisbaudran comunicà a l'Académie des Sciences que «Despús-ahir, divendres 27 d'agost de 1875, entre les 3 i les 4 de la matinada, he descobert els indicis d'un probable nou element, en els productes de l'anàlisi química d'una blenda procedent de la mina de Pierrefitte, a la vall d'Argelès (Pirineus).» Anomenà el nou element gal·li. Una vegada estudiat, s'observà que les seves propietats coincidien amb les predites per Mendeléiev per a l'element eka-alumini, excepte en la densitat. La predicció era que la densitat havia de ser 5,9 g/cm³ i els resultats experimentals donaven un valor inferior, 4,3 g/cm³. Ràpidament Mendeléiev envià una carta a la mateixa revista reafirmant que el valor correcte de la densitat havia d'estar entre 5,9 i 6,0 g/cm³; i suggerí que es repetís la determinació. De mala gana, Lecoq de Boisbaudran la repetí amb una mostra més pura i obtingué un valor de 5,9 g/cm³.

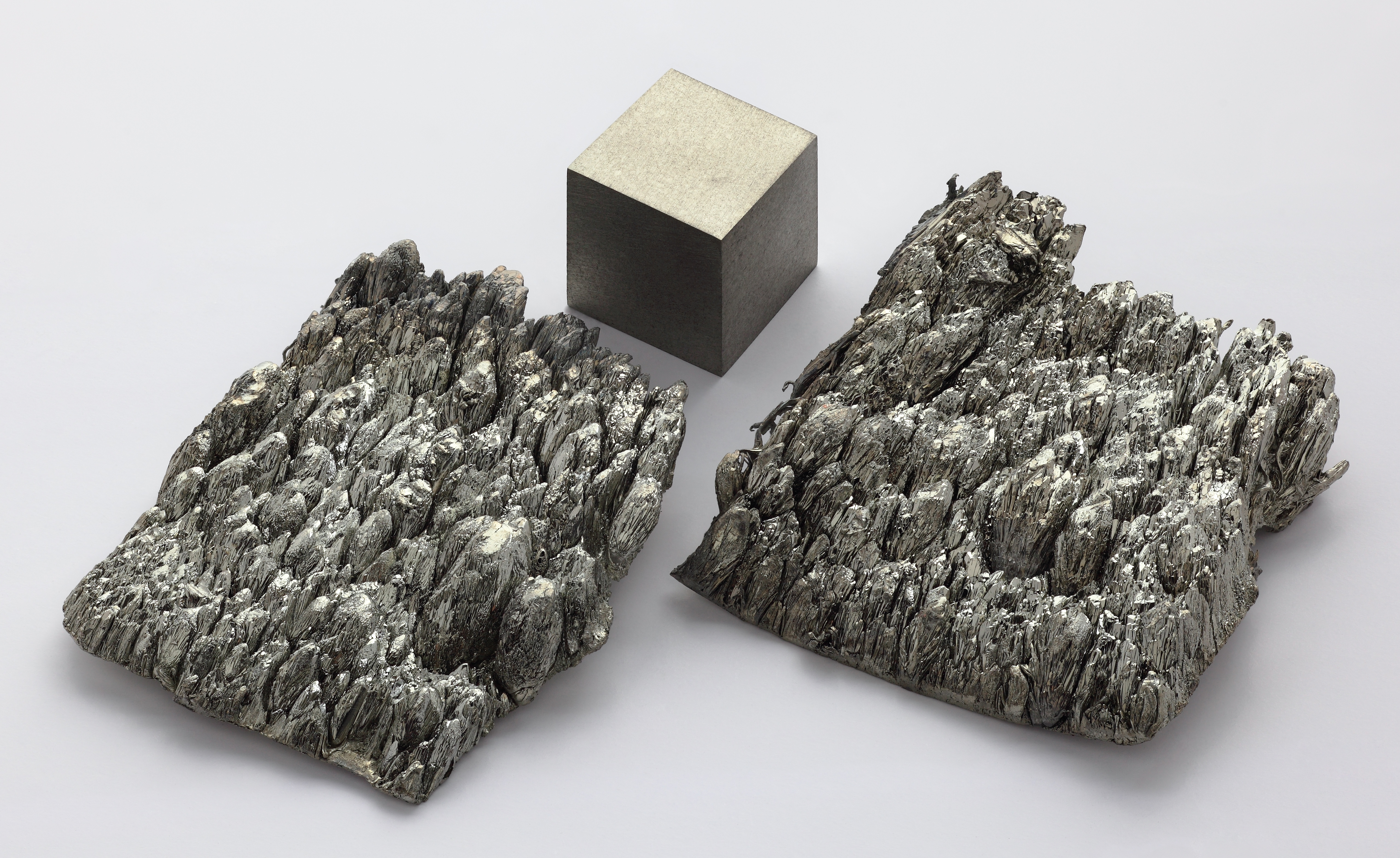
Escandi

Quatre anys més tard, el químic suec Lars Fredrick Nilson descobrí un altre nou element, que anomenà escandi. Les seves propietats coincidien amb les descrites per Mendeléiev per a l'eka-bor. I el 1886, el químic alemany Clemens Alexander Winkler, mentre feia unes anàlisis rutinàries del mineral argirodita, descobert feia poc a Saxònia en una mina d'argent de Himmelfurst (Freiberg), arribà a la conclusió que s'havia topat amb un nou element químic que era l'eka-silici descrit per Mendeléiev i que anomenà germani.
S'anaren descobrint altres elements que encaixaren en la taula periòdica, com el poloni (dvi-tel·luri) i el radi (dvi-cesi), descoberts pel francès Pierre Curie i la polonesa Marie Curie el 1898, i dels quals en tengué coneixement per mitjà del químic Józef Bogucki, un cosí de Marie Curie, que treballava amb ell a Sant Petersburg.

### Altres investigacions
La contribució de Mendeléiev en el camp de la química aplicada fou excepcional. Realitzà aportacions a la indústria química, a la d'extracció del carbó mineral (hulla), a la metal·lúrgia, a la indústria del petroli, a la gasificació, a la viticultura, a l'agroquímica i a l'economia industrial. Respecte al carbó fou el primer que proposà la seva gasificació in situ (subterrània), cursà estudis per a millorar el seu aprofitament i el del gas natural. En metal·lúrgia proposà un mètode d'obtenció directa del ferro a partir dels seus minerals sense haver de passar per la fase prèvia de preparació de la fosa. En el camp de l'agricultura fou defensor del sistema de rotació de conreus, de la intercalació d'arbredes en terrenys esteparis, del reg artificial i de l'ús dels adobs químics.

#### Teoria abiogènica del petroli
Mendeléiev s'interessà molt per l'explotació del petroli, i indicà camins per obtenir-ne un alt rendiment emprant-lo com a matèria primera de composts químics, oposant-se al seu ús com a combustible. Proposà la construcció de vaixells petroliers per transportar-lo i, el 1863, proposà la construcció del primer oleoducte rus, el de Bakú-Batum, amb l'objectiu de transportar el petroli fins a refineries situades a llocs més propers als consumidors. També fou l'autor de la primera teoria abiogènica o inorgànica per explicar l'origen del petroli que exposà el 1877, anomenada actualment teoria dels carburs metàl·lics. Mendeléiev observà que el petroli es forma en zones on hi ha esquerdes profundes de l'escorça terrestre més que en roques sedimentàries. Els carburs metàl·lics que hi ha dins de la Terra poden reaccionar amb l'aigua que penetra per aquestes esquerdes i, a altes temperatures, poden formar acetilè o etí, {\displaystyle {\ce {C2H2}}}, el qual posteriorment pot donar lloc a hidrocarburs més pesats. Un exemple d'aquest tipus de reaccions és la del carbur de calci amb l'aigua:{\displaystyle {\ce {CaC2 + 2H2O -> C2H2 + Ca(OH)2}}}Malgrat que les teories abiogèniques no siguin les dominants en l'explicació de la gènesi del petroli, tampoc s'han descartat completament. Així, per exemple, permeten explicar les troballes d'hidrocarburs en llocs on no hi ha hagut vida (meteorits, cometes, etc.)

#### Pirocol·lodió, nou explosiu

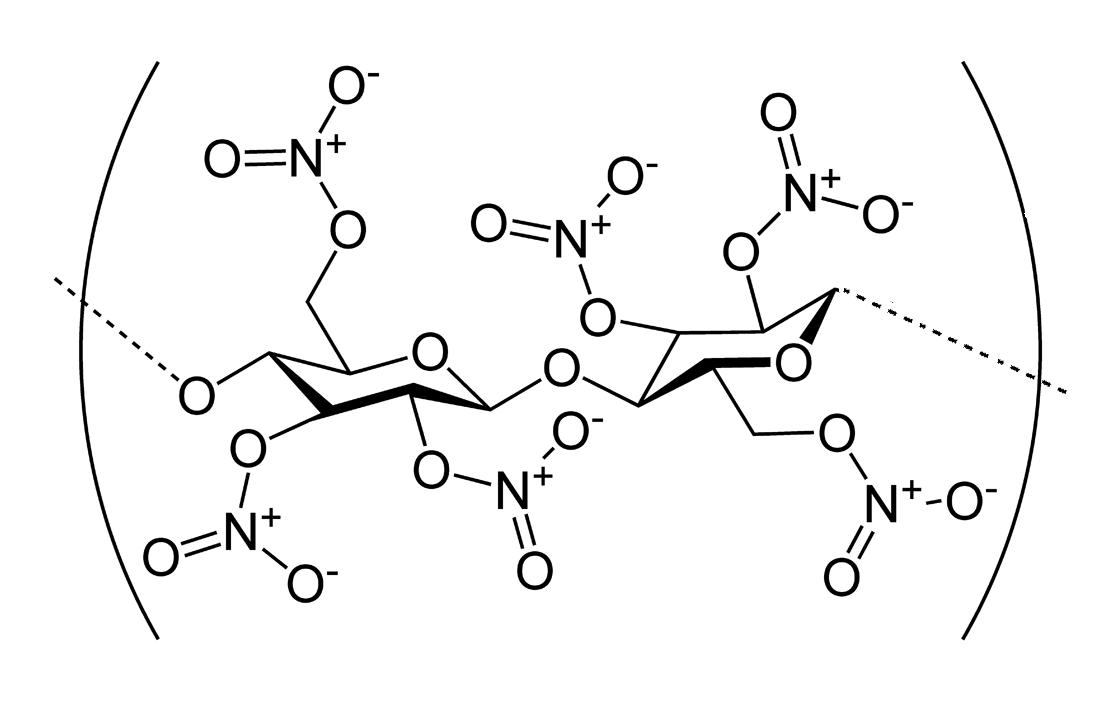
Nitrocel·lulosa

El govern rus encarregà a Mendeléiev el 1891 la preparació de pólvora sense fum per als canons de gran calibre de l'armada. Viatjà a Anglaterra i França per conèixer les tècniques emprades i amb sis col·laboradors inicià un programa de recerca que completà el 1895. Aconseguí fabricar un nou tipus de pólvora sense fum de millor qualitat que les existents.
Mendeléiev deduí de forma teòrica que la fórmula de la nitrocel·lulosa que produïa una explosió més perfecta, sense fums (tot l'explosiu es transformava en gasos) i soluble en una mescla de dietilèter-etanol, havia de ser {\displaystyle {\ce {C30H38(NO2)12O25}}}, amb un contingut del 12,60% de nitrogen. En explotar es descompon segons l'equació:
{\displaystyle {\ce {C30H38(NO2)12O25 -> 30CO + 19H2O + 6N2}}}
Mendeléiev anomenà aquest nou explosiu pirocol·lodió, del grec piro, 'foc' i col·lodió, nitrocel·lulosa soluble en dietilèter-etanol que conté, segons l'ús per al qual estigui destinat, entre 8% i el 12% de nitrogen (a major contingut de nitrogen, major potència explosiva). El pirocol·lodió pot sintetitzar-se a partir de la polimerització de sis molècules de cel·lulosa ({\displaystyle {\ce {C6H10O5}}}) amb àcid nítric ({\displaystyle {\ce {HNO3}}}). Fou el primer cop que se seguí un camí teòric quan sempre s'havien obtingut nous explosius per experimentació. L'exèrcit rus adoptà aquest nou explosiu per a tot el seu armament i els Estats Units n'empraren un molt semblant en la guerra hispano-estatunidenca del 1898.

## Honors

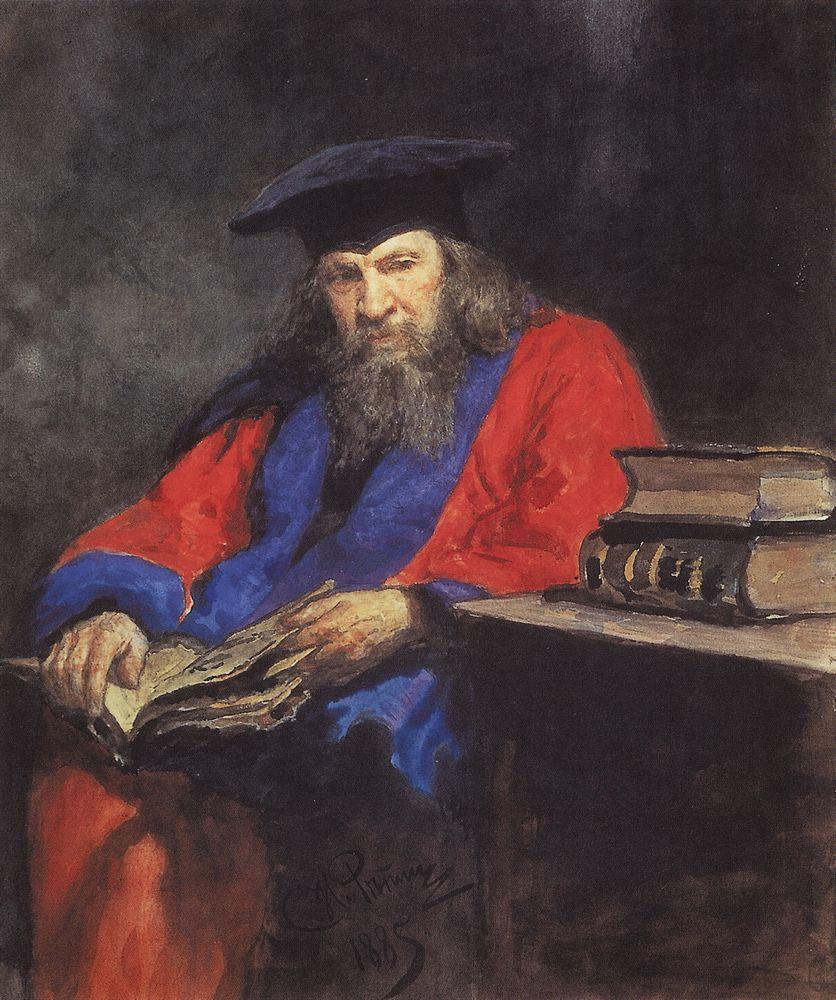
Medeléiev amb la toga de la Universitat d'Edimburg, aquarel·la d'Ilià Repin

- Premi Demídov (1862); medalla Davy de la Royal Society (1882); Premi Faraday Lectureship de la Royal Society of Chemistry (1889), medalla Copley de la Royal Society of London (1905).[1]
- Doctor honoris causa de les universitats d'Edimburg, Göttingen, Oxford, Cambridge, Princeton, Glasgow i Yale.[1]
- Membre estranger de les acadèmies nacionals: Académie des Sciences, Reial Acadèmia Danesa de Ciències i Lletres, Österreichische Akademie der Wissenschaften, Acadèmia del Coneixement, Accademia Nazionale delle Scienze, Académie Royale des Sciences, des Lettres et des Beaux-Arts de Belgique, Preußische Akademie der Wissenschaften, American Academy of Arts and Sciences i Srpska Akademija Nauka i Umetnosti.[1]
- Membre de les societats científiques: Royal Society of London, Royal Society of Edinburgh, Royal Dublin Society; Societat Russa de Química; Societat Mineralògica Russa; Societat Agrícola de Moscou; Societat d'Addictes a les Ciències Naturals; Societat d'Antropologia i Etnografia de la Universitat de Moscou; Deutsche Chemische Gesellschaft zu Berlin; Society of Biological Chemistry; Accademia delle Scienze dell'Istituto di Bologna, Acadèmia Imperial de les Arts; Comitè Internacional de Pesos i Mesures.[1]
- Membre corresponent de: Acadèmia de Ciències de Sant Petersburg; Societat de Suport a la Indústria Nacional; Societat de Ciències Naturals de Rotterdam; Acadèmia de Ciències d'Hongria; Akademie der Wissenschaften zu Göttingen; Accademia Nazionale dei Lincei, a Roma; Reale Accademia delle Scienze di Torino.[1]
- Membre honorari de: Royal Institution of Great Britain; universitats Imperials de Moscou, Kazan, Khàrkiv, Kíev, Odessa, Iúriev i Tomsk; Acadèmia Imperial del Servei Mèdic; Institut Tècnic de Moscou; Acadèmia d'Agricultura Pere el Gran; Institut d'Agricultura de Nova Alexandria (Puławy); Institut Politècnic de Sant Petersburg; instituts tecnològics de Tomsk i Sant Petersburg; American Academy of Art and Sciences in Boston; Irish Royal Academy; Reial Acadèmia Sueca de Ciències; Accademia delle Scienze dell'Istituto di Bologna; Societat Fisicoquímica de Russia; Societat Química Americana; Societat Imperial de la Tècnica Russa; societats de Ciències Naturals de Kazan, Kíev, Riga, Iekaterinburg, Cambridge, Frankfurt del Main, Göteborg i Brunsvic; Societat Politècnica de Moscou; societats agrícoles de Moscou i Poltava; Societat de Preservació de la Salut Nacional; Societat Russa de Doctors; societats mèdiques de Sant Petersburg, Vílnius, Caucas, Viatka, Irkutsk, Arkhànguelsk, Simbirsk i Iekaterinoslav; societats farmacèutiques de Kíiv, Gran Bretanya i Filadèlfia; Societat de Ciències Físiques de Bucarest; Cambridge Philosophical Society; Societat Filosòfica Americana; Societat Astronòmica Russa, etc.[1]

## Homenatges

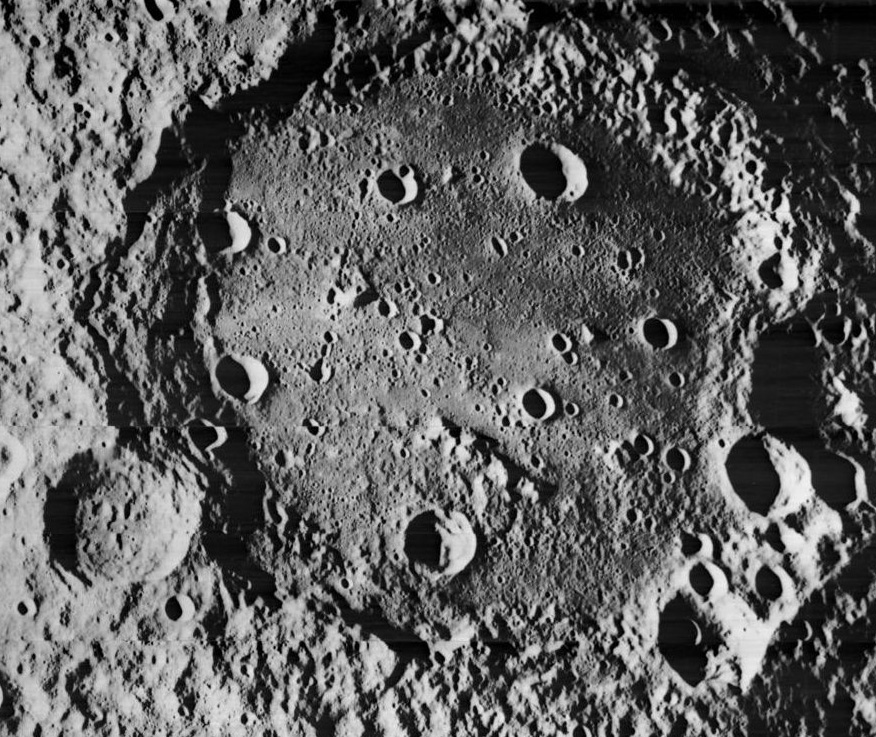
Cràter Mendeléiev

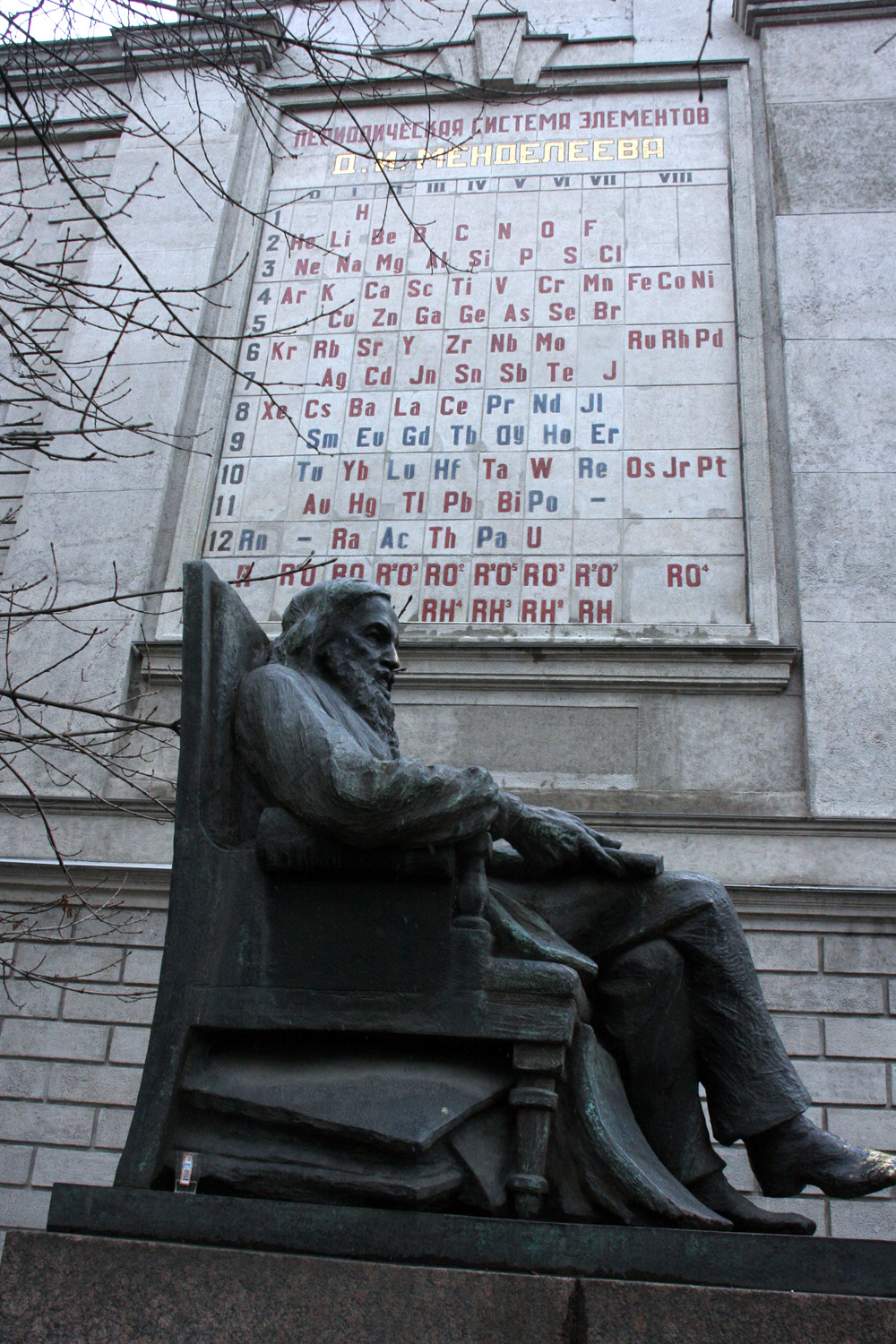
Estàtua obra d'I. Ginzburg (1932) i mosaic de la taula periòdica de V. Frolov (1934). Monument a Sant Petersburg

- Mendelevi, l'element químic 101 (Md), sense isòtops estables. Període de semidesintegració de 51 dies per al Md-258 i 28 dies per al Md-260. Descobert per A. Ghiorso, G.R. Choppin, B.G. Harvey, S.G. Thompson i Glenn T. Seaborg a la Universitat de Berkeley (Califòrnia) el 1955.[1] El primer isòtop produït fou el mendelevi-256 mitjançant el bombardeig d'einsteini-253 amb partícules alfa (nuclis d'heli), al ciclotró del Berkeley Radiation Laboratory.[58]
- Mendelevita o betafita, un mineral de fórmula Ca₂UTi₂Nb₂O13 (amb més del 26% d'U₃O₈) de la família dels piroclors. És radioactiu. Fou descrit el 1912 pel geòleg K. Iegórov prop del llac Baikal, a Sibèria. Fou anomenat així el 1914 per Vladímir Vernadski.[59]
- Mendeleevita-(Ce), mineral de fórmula Cs₆(Ce22Ca₆)(Si70O175)(OH,F)14(H₂O)21, descrit el 2011 en una mostra obtinguda en una serralada de Tadjikistan.[60][61]
- Mendeleevita-(Nd), mineral de fórmula Cs₆[(Nd,REE)23Ca₇](Si70O175)(OH,F)19(H₂O)16, descrit el 2017 en una mostra recollida a Tadjikistan.[62][63]
- Asteroide Mendeléiev, l'asteroide núm. 2769, de 13,92 km de diàmetre i un període orbital de 5,57 anys, entre Mart i Júpiter. Fou descobert el 1976 per l'astrònom Nikolai Stepànovitx Txernikh de l'Observatori Astrofísic de Crimea.[64]
- Cràter Mendeléiev, un cràter a la cara fosca de la Lluna (5° 42' N, 140° 54' E), de 313,0 km de diàmetre. Fotografiat per primera vegada per la sonda Luna 3 de la Unió Soviètica el 7 d'octubre de 1959. El nom fou adoptat el 18 de març de 1960 per la Unió Astronòmica Internacional.[1]
- Dorsal de Mendeléiev, una dorsal submarina de l'oceà Àrtic situada entre les illes de Wrangel i Ellesmere. Té una longitud de prop de 1.500 km, una amplada de 900 km i una altura d'uns 3–4 km. Fou descoberta el 1948 per expedicions soviètiques.[1]
- Pic Mendeléiev, una muntanya de 4.122 m a la serralada muntanyosa de Tian Shan prop del llac Issik Kul, al Kirguizstan. S'hi va fer la primera ascensió el 1954.[1]
- Volcà Mendeléiev, un volcà de 887 m d'alçada a l'illa de Kunaixir de les illes Kurils del Sud (44° 0' N, 145° 7' E). És un estratovolcà la darrera erupció del qual data del 1889. Fou anomenat així el 1946.[1]
- Universitat de Tecnologia Química Dmitri Mendeléiev de Rússia. És una universitat ubicada a Moscou i creada el 1898 que rebé el nom de Mendeléiev el 1919. Ofereix formació de la branca de la tecnologia química i de les investigacions científiques en el camp de la tecnologia química, la petroquímica, la biotecnologia, les tecnologies farmacèutiques, la nanotecnologia i la nanoenginyeria, tecnologies eficients en recursos energètics, ecologia, materials moderns, etc.[65]
- Museu Mendeléiev és un museu situat en la que fou residència de Mendeléiev i la seva família entre 1866 i 1890, en un bloc d'edificis residencials de la Universitat Estatal de Sant Petersburg, a l'actual carrer Mendeléiev. S'obrí al públic el 1911 i s'hi conserven documents, fotografies, material de laboratori i altres records familiars.[66]
- Mendeleev Communications (abrevida Mendeleev Commun.) és una revista científica que publica articles de recerca originals en tots els camps de la química i que començà a publicar-se el 1991 per part de la Societat Química Russa i la Royal Society of Chemistry.[67]
- Congrés Mendeléiev. És un congrés científic internacional que té lloc cada 4 o 5 anys amb l'objectiu de tractar els avenços científics i industrials innovadors en el camp de la química. És el major esdeveniment científic rus enfocat a la recerca química fonamental i aplicada. El primer congrés fou a Sant Petersburg el 1907, any de la mort de Mendeléiev.[68]